# 比亚韦斯托克
比亚韦斯托克（波蘭語：Białystok，發音：[bjaˈwɨstɔk] ⓘ）是波兰东北部的最大城市，波德拉谢省首府，位于华沙北部大约180公里的地方，接近白俄罗斯边界。因此，在此城市也形成了一个白俄罗斯少数民族社群。
比亚韦斯托克是连接华沙和立陶宛的交通枢纽城市。农业是比亚韦斯托克的支柱产业，但同时机械制造业，电子工业，金属制造业和啤酒制造也在蓬勃地发展。比亚韦斯托克拥有多所闻名欧洲大学，其中最为著名的是比亚韦斯托克医科大学。
世界语创始人柴门霍夫便出生在此。

## 名称
“stok”在現今波蘭語中为“斜坡”之意，但定居点的最初名称来自流经它的河流。在古波兰语中，biały stok是白色的河流（biały - 白色，stok - 溪流；从斜坡上“滑落”的河流）。流经市中心的比亚瓦河（通常称为比亚乌卡河）因此得名。
由于几个世纪以来边界和人口结构的变化，这座城市在其他語言中擁有多個名字：
- 白俄罗斯语：Беласток（Byelastok，Biełastok）
- 意第绪语：ביאַליסטאָק（Byalistok、Bjalistok）
- 立陶宛语：Balstogė
- 俄语：Белосток（Belostok、Byelostok）。

## 历史

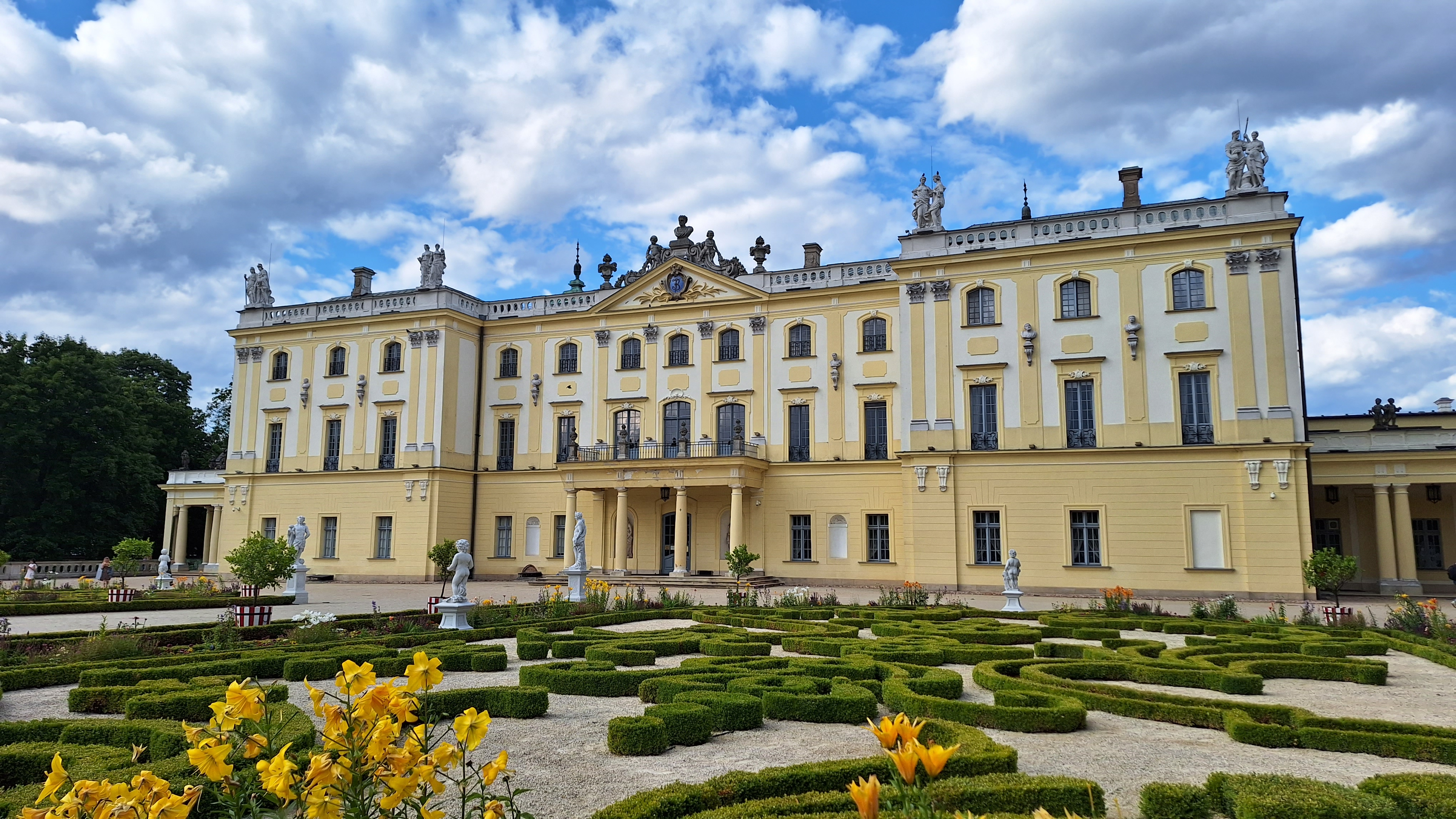
布兰尼基宫，被誉为波兰的“凡尔赛宫”

### 早期历史
考古发现表明，今天比亚韦斯托克地区的第一个定居点发生在石器时代。古代定居者的坟墓可以在多伊利迪（Dojlidy）区找到。在铁器时代早期，人们定居在生产库尔干的地区，库尔干是该地区酋长的坟墓，位于现在的罗斯托乌蒂村。从那时起，比亚韦斯托克地区一直处于文化的十字路口。连接波罗的海和黑海的贸易路线有利于具有约特文吉亚-鲁塞尼亚-波兰文化特征的定居点的发展。
比亚韦斯托克市已经存在了五个世纪，在此期间，这座城市的命运受到了各种政治和经济力量的影响。

### 中世纪
幸存的文件证明，在1437年左右，拉茨库夫家族的代表，天鹅（ Łabędź ）纹章的雅各布·塔布托维奇 （Jakub Tabutowicz） 从立陶宛大公齐吉曼塔斯·科斯图泰提斯 （Sigismund Kęstutaitis） 的儿子米哈埃尔·日吉曼泰提斯（Michael Žygimantaitis） 那里收到了比亚瓦河沿岸的一片荒野地区，标志着比亚韦斯托克作为定居点的开始。此后，比亚韦斯托克成为立陶宛的一部分长达132年，直到1569年卢布林联合，当时它被赋予波兰，但直到1795年波兰立陶宛联邦最后一次瓜分之前，比亚韦斯托克一直非常靠近立陶宛大公国的边界。比亚韦斯托克在行政上是波德拉谢省的一部分，1569年后也是波兰王国王冠领地小波兰省的一部分。
从1547年开始，该定居点归维西奥沃夫斯基家族所有，该家族创立了第一所学校。:163第一座砖砌教堂和一座城堡建于1617年至1826年之间。这座两层楼的城堡采用哥特-文艺复兴风格的矩形平面设计，是约布·布雷特夫斯的作品。城堡的扩建由科尔齐什托夫·维西奥沃夫斯基继续进行，他是蒂科钦的元老（starosta），自1635年以来一直是立陶宛大元帅，也是亚历珊德拉·玛利亚娜·索别斯卡的丈夫。1637年，他无子去世，因此，比亚韦斯托克由他的寡妇管理。1645年亚历珊德拉去世后，包括比亚韦斯托克在内的维西奥沃夫斯基庄园移交给王室，以支付维护蒂科钦城堡的费用。在1645年至1659年间，比亚韦斯托克由蒂科钦的元老进行管理。

### 近代

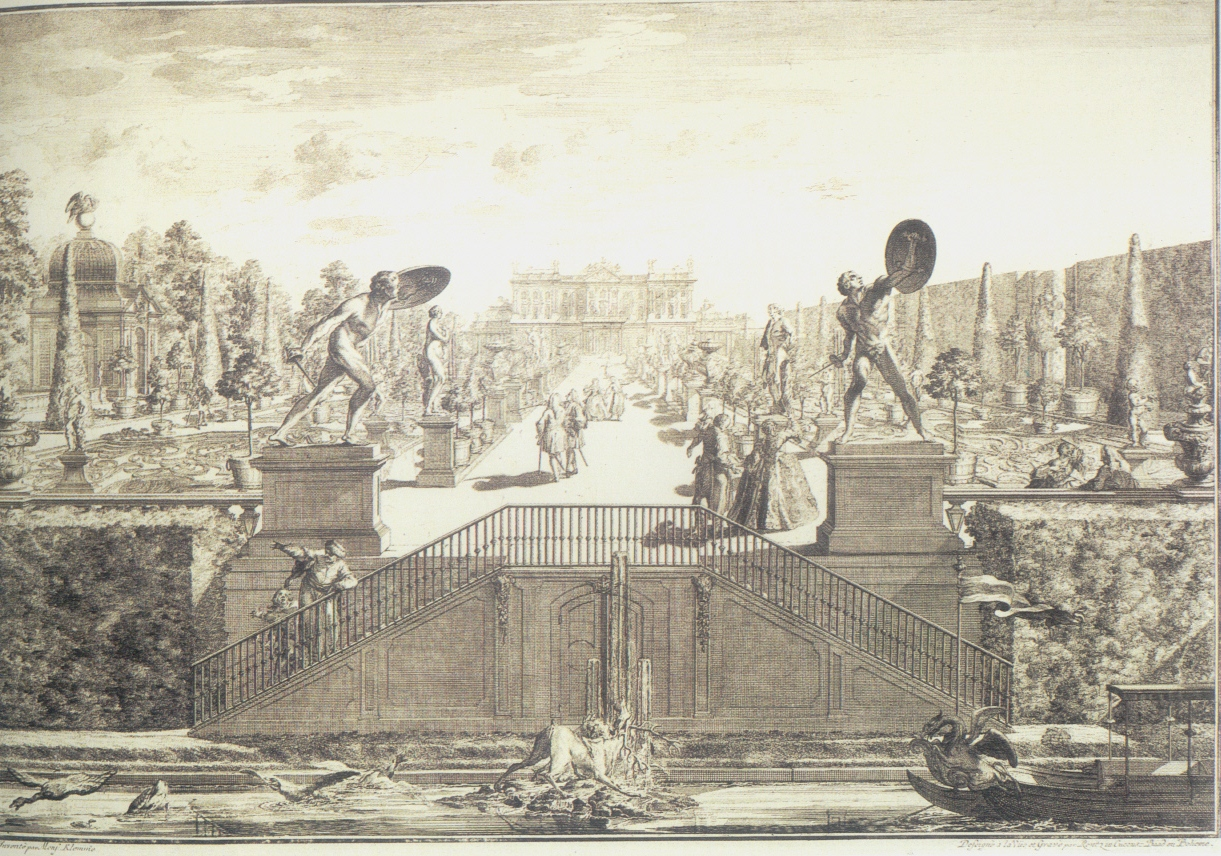
布兰尼基宫花园，18世纪

1661 年，它被授予斯特凡·恰尔涅茨基，作为他对在大洪水时代战胜瑞典人功劳的奖励。四年后，比亚韦斯托克作为他女儿亚历珊德拉的嫁妆赠送，亚历珊德拉嫁给皇家法院元帅扬·克莱门斯·布拉尼基，该城从而落入了布拉尼基家族的手中。1692年，扬·克莱门斯·布拉尼基的儿子斯特凡·米科瓦伊·布拉尼茨基（Stefan Mikołaj Branicki）从国王扬三世·索别斯基（John III Sobieski）手中获得了比亚韦斯托克的城市权利。他在维西奥沃斯基家族城堡的地基上建造了布兰尼基宫。在18世纪上半叶，这座城市的所有权由陆军王冠盖特曼扬·克莱门斯·布兰尼基（Jan Klemens Branicki）继承。正是他将父亲建造的宫殿改造成一位大贵族的宏伟住所，波兰国王和诗人经常前来参观。1745年，波兰第一所军事技术学校在比亚韦斯托克成立，:164，Komedialnia剧院于1748年在这座城市成立，是波兰最古老的剧院之一。建立了新的学校，包括与剧院成立有关的芭蕾舞学校。:163-1641749年，波兰国王奥古斯特三世扩大了城市范围。:1631770年，在伊莎贝拉·波尼亚托夫斯卡（Izabella Poniatowska）的主持下，成立了一所助产学校，并在此基础上于1805年建立了产科研究所。:164

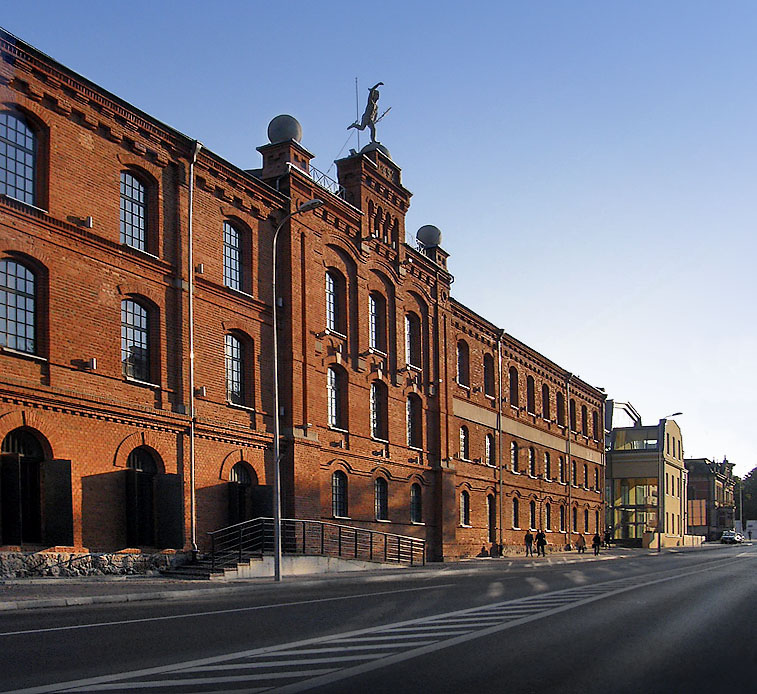
前纺织工厂，现在是一家购物中心

18世纪末，波兰立陶宛联邦被邻国瓜分成三个部分。普鲁士王国在第三次瓜分波兰期间征服了比亚韦斯托克及其周边地区。这座城市于1795年成为新东普鲁士省的首府。拿破仑·波拿巴在第四次反法同盟战争中的胜利解放了该领土，但由于在1807年的提尔西特条约中，该地区被移交给俄罗斯帝国，俄罗斯帝国将该地区组织成贝洛斯托克州，以该市为区域中心。比亚韦斯托克的学校教育和高等教育在18世纪得到了深入发展，但由于瓜分而陷入停顿。:164比亚韦斯托克从波德拉谢的所有城市中获得了最新的城市权利，但在19世纪末，它的发展超过了所有周围的城市。19世纪的快速发展与两个历史事件有关：俄罗斯帝国和波兰会议王国之间建立海关边界，以及1862年华沙-圣彼得堡铁路线的开通，将比亚韦斯托克与华沙，格罗德诺，维尔纽斯和圣彼得堡连接起来。非常便利的交通条件影响了比亚韦斯托克当时生产工厂的发展和集中。除了行政职能外，比亚韦斯托克还设立了许多经济机构。19世纪下半叶，比亚韦斯托克发展成为纺织业的重要中心，是当时分裂中的波兰地区仅次于罗兹的最大纺织业中心。比亚韦斯托克是华沙西部的罗兹、北部的圣彼得堡和东部的莫斯科之间最大的工业中心，被昵称为“北方的曼彻斯特”。在十一月和一月起义失败后，俄罗斯化政策和反波兰镇压愈演愈烈，1870年后禁止在公共场所使用波兰语。1912年，建造了一座沙皇监狱，该监狱也被用作被流放到西伯利亚的波兰人的中转监狱。

### 现代
十九世纪末，由于俄罗斯的歧视性规定导致人口涌入，该市的大部分人口是犹太人。根据1897年俄罗斯帝国人口普查，在 66,000 名总人口中，犹太人占41,900 人（约占 63%）。这种遗产可以在比亚韦斯托克的犹太遗产之路上看到。1906年6月14日至16日，比亚韦斯托克屠杀发生在该市。在大屠杀期间，有 81至 88 名犹太人被俄罗斯人杀害，约80 人受伤。

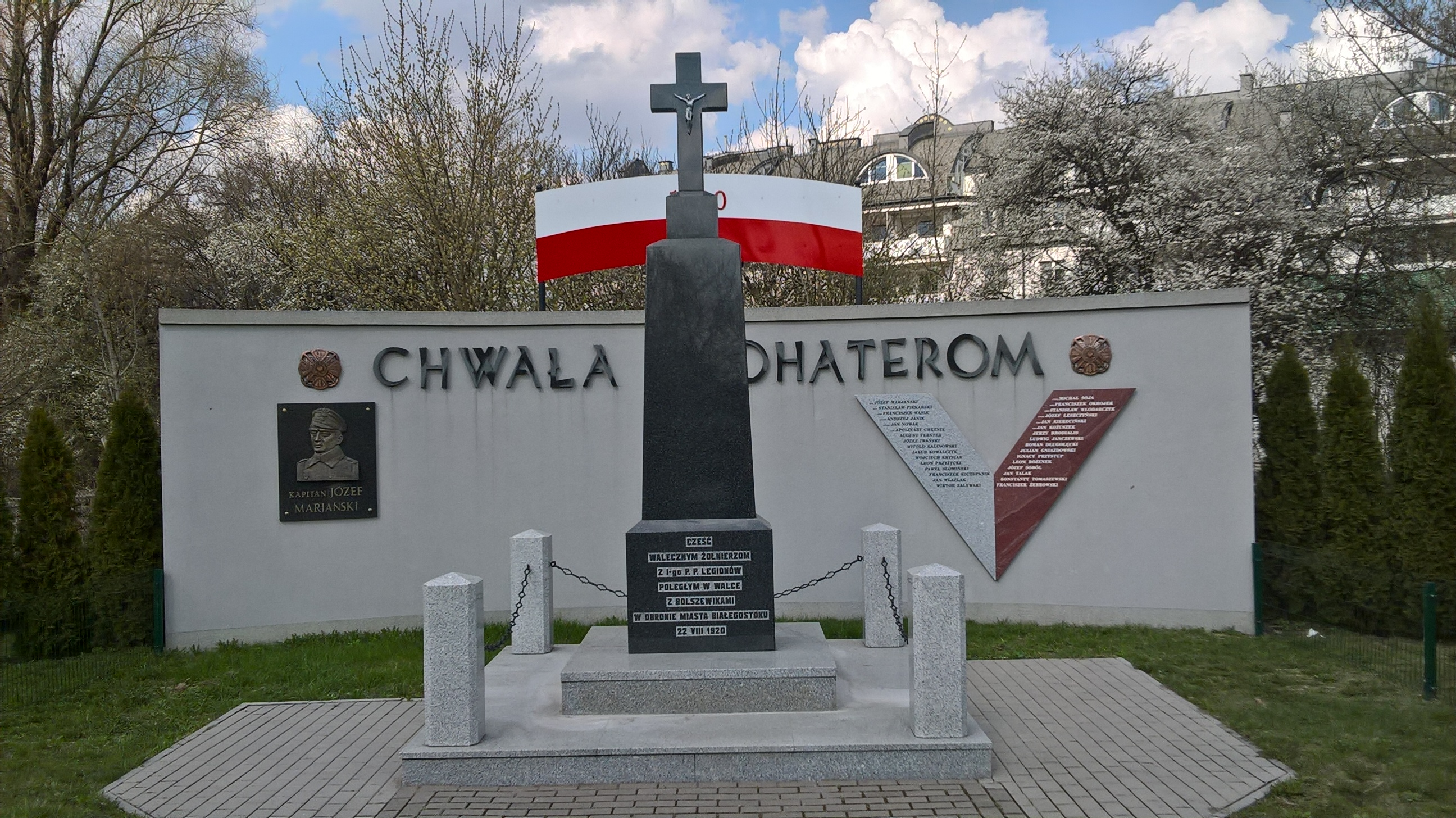
安托纽克区1920年比亚韦斯托克战役中牺牲的波兰第一军团步兵团士兵纪念碑

第一个吸引大量俄罗斯工人或农民追随者的无政府主义团体是1903年在比亚韦斯托克成立的无政府共产主义切尔诺-兹纳米亚（黑旗）团体。

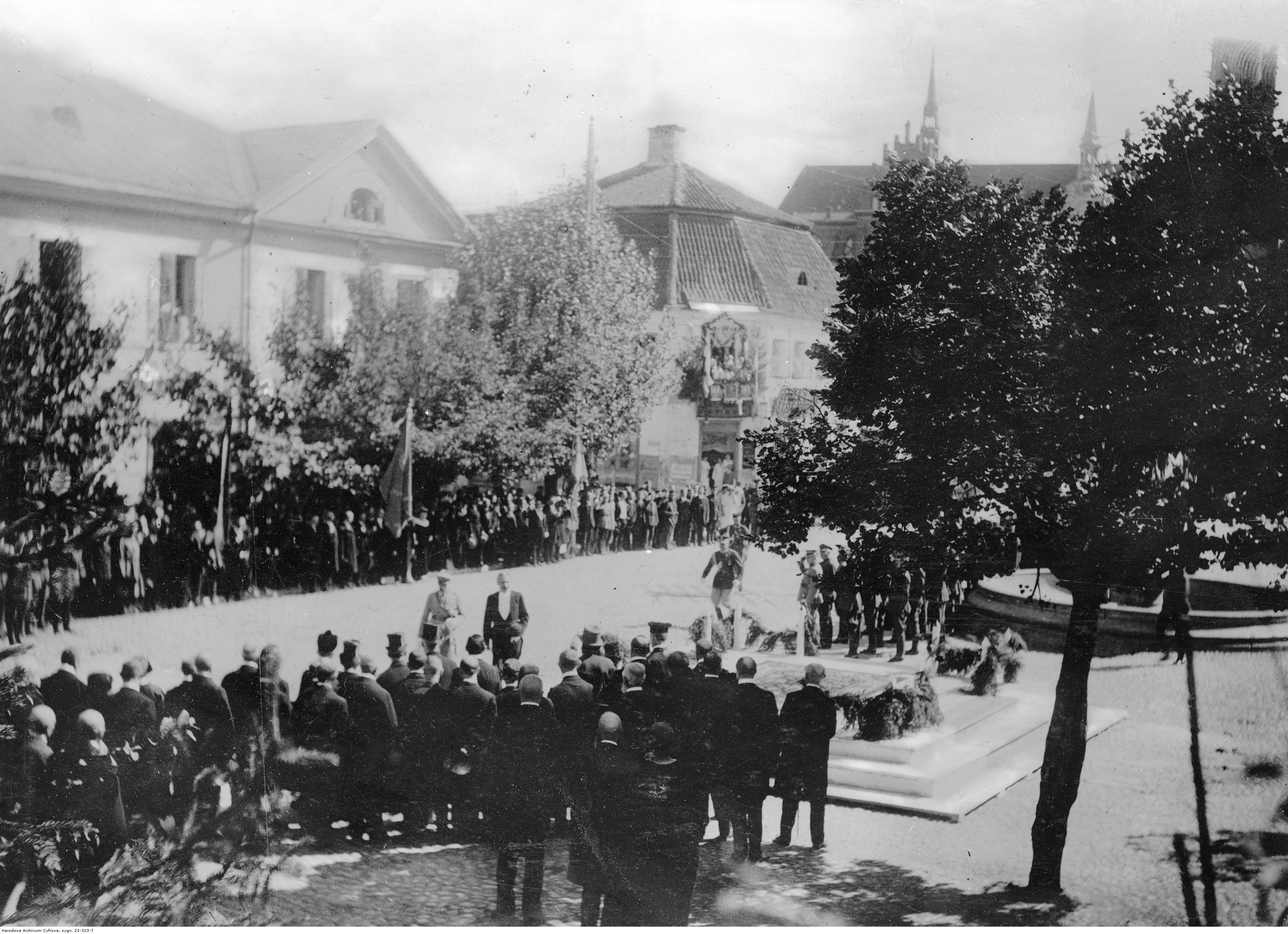
1921年约瑟夫·毕苏斯基访问比亚韦斯托克

第一次世界大战期间，比亚韦斯托克-格罗德诺区是德国控制的东部领地地区的行政区划。它包括作为首都的城市和周围的波德拉谢地区，大致相当于早期贝洛斯托克州的领土。在第一次世界大战结束时，这座城市成为新独立的波兰第二共和国的一部分，作为比亚韦斯托克省 (1919-1939)的首府。在1919-1920年波苏战争期间，红军和波兰临时革命委员会在华沙战役前占领了这座城市。在随后的反攻中，这座城市在比亚韦斯托克战役后重新回到波兰的控制之下。
战争和独立的波兰重建后，比亚韦斯托克的波兰式教育得到了恢复，纺织业得到了复兴。建立了市立公共图书馆，成立了体育俱乐部，包括乔治罗尼亚比亚韦斯托克足球俱乐部（Jagiellonia Białystok），并在1930年代建造了戏剧院。

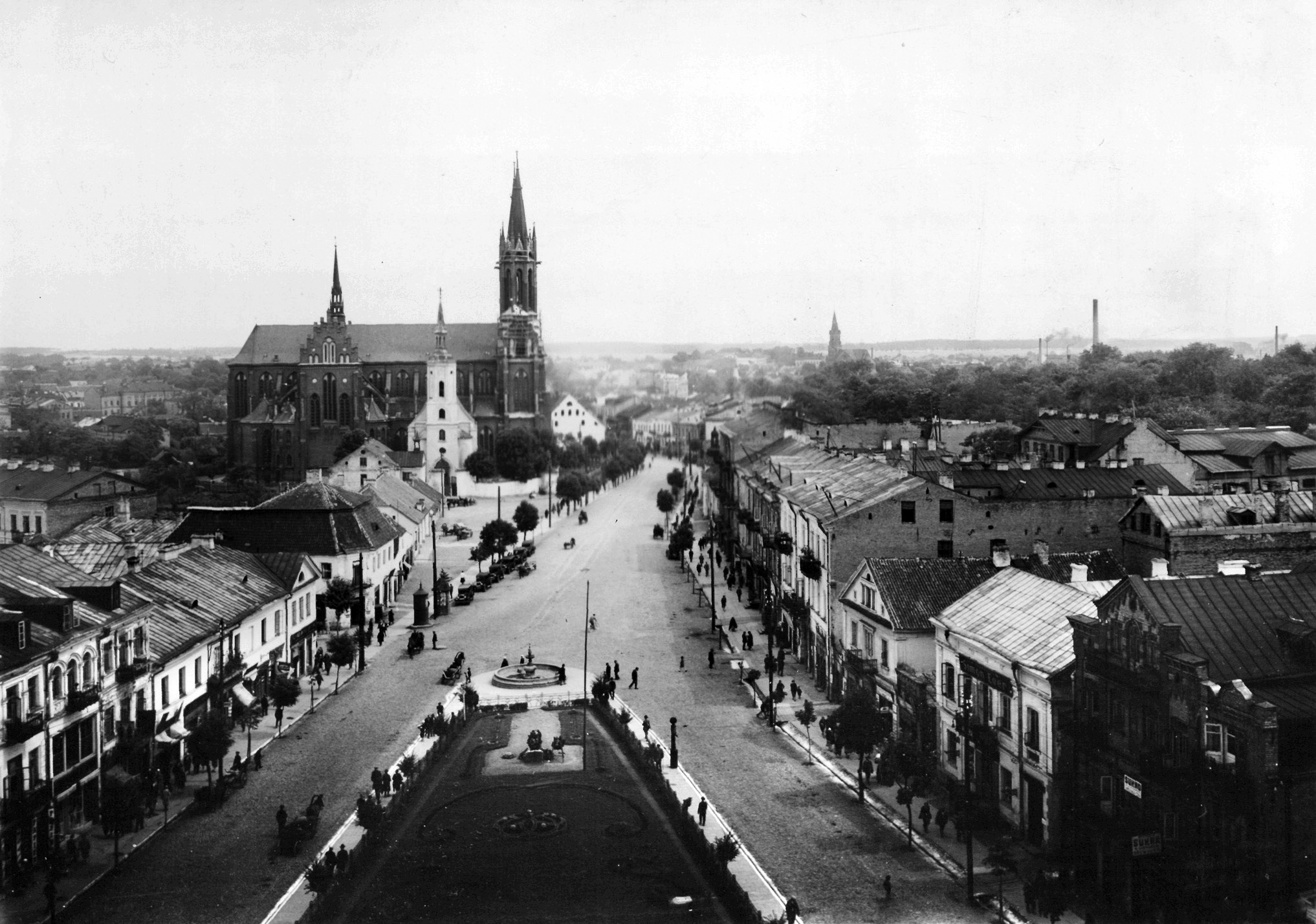
战间期的比亚韦斯托克

随着第二次世界大战的开始，波兰被纳粹德国和苏联入侵。最初比亚韦斯托克被德国短暂占领，德国第四别动队于1939年9月20日至21日进入该市，对民众犯下罪行。随后，根据《莫洛托夫-里宾特洛甫条约》，德国人将这座城市移交给苏联。在苏联占领下，1939年至1941年，它被并入白俄罗斯苏维埃社会主义共和国，成为别洛斯托克州的首府。波兰人被驱逐到苏联腹地（西伯利亚、哈萨克斯坦、极北地区）。战前市长塞韦林·诺瓦科夫斯基于1939年10月被内务人民委员部逮捕，可能也被驱逐到苏联，但他的最终结局未知。内务人民委员部接管了当地的监狱。波兰抵抗运动在该市很活跃，该市是被占领波兰武装斗争联盟六个主要指挥部之一的所在地（与华沙、克拉科夫、波兹南、托伦和利沃夫并列）。比亚韦斯托克人、波兰流亡总统雷沙尔德·卡丘罗夫斯基（Ryszard Kaczorowski） 是当地波兰抵抗运动的成员，于1940年在该市被内务人民委员部逮捕。最初苏联判处他死刑，但最终他被判处在劳改营服刑 10年，并被驱逐到科雷马，并于 1942 年从那里获释，当时他加入了安德斯军团。
在 1941年德国入侵苏联的过程中，比亚韦斯托克于 1941年6月 27日在比亚韦斯托克-明斯克战役中被德军占领，该市成为德国占领波兰的一个独立地区比亚韦斯托克区的首府，直到 1944 年。1941年6月27日，德国人烧毁了大犹太会堂，估计里面有2000名犹太人。从一开始，纳粹就奉行残酷的掠夺和驱逐非德裔人口的政策。德国人在该市经营着一座纳粹监狱，并建立了一个针对犹太男子的强迫劳动营。自1943年以来，安全警察将包括十几岁男孩在内的波兰人从当地监狱驱逐到施图特霍夫集中营。该镇的56,000名犹太居民被关押在隔都。1943年 8月15日，比亚韦斯托克隔都起义开始了，数百名波兰犹太人和反法西斯军事组织（Antyfaszystowska Organizacja Bojowa）的成员开始与德国军队进行武装斗争，德国军队正在执行计划中的隔都清理行动，并将他们驱逐到特雷布林卡灭绝营。最终，隔都被清理干净，其剩余的40,000 名居住者中的绝大多数，包括男人、女人和儿童，都被纳粹及其合作者谋杀，主要是在特雷布林卡灭绝营。

### 当代
这座城市于1944年7月27日落入红军的控制之下。苏联在该市和地区对波兰抵抗运动成员进行了大规模逮捕，并将他们关押在比亚韦斯托克。1944年9 月20 日，这座城市被移交给波兰，尽管苏联扶植的共产主义政权一直掌权到1980年代共产主义垮台，苏联内务人民委员部和施密尔舒在接下来的几个月里继续迫害波兰抵抗运动成员。从1944 年 11月到1945 年 1月，俄罗斯人将近 5,000 名波兰人从当地监狱驱逐到苏联。后来，苏联任命的共产党人将政治犯和波兰抵抗运动的其他成员关押在当地监狱中，直到1956年，他们还在那里对被处决的波兰抵抗运动成员进行掩埋。
战后，这座城市成为波兰人民共和国最初的比亚韦斯托克省（1945-1975）的首府。在1975年行政重组之后，该市是较小的比亚韦斯托克省（1975-1998）的首府。自1999年以来，它一直是波兰共和国波德拉谢省的首府。

## 地理

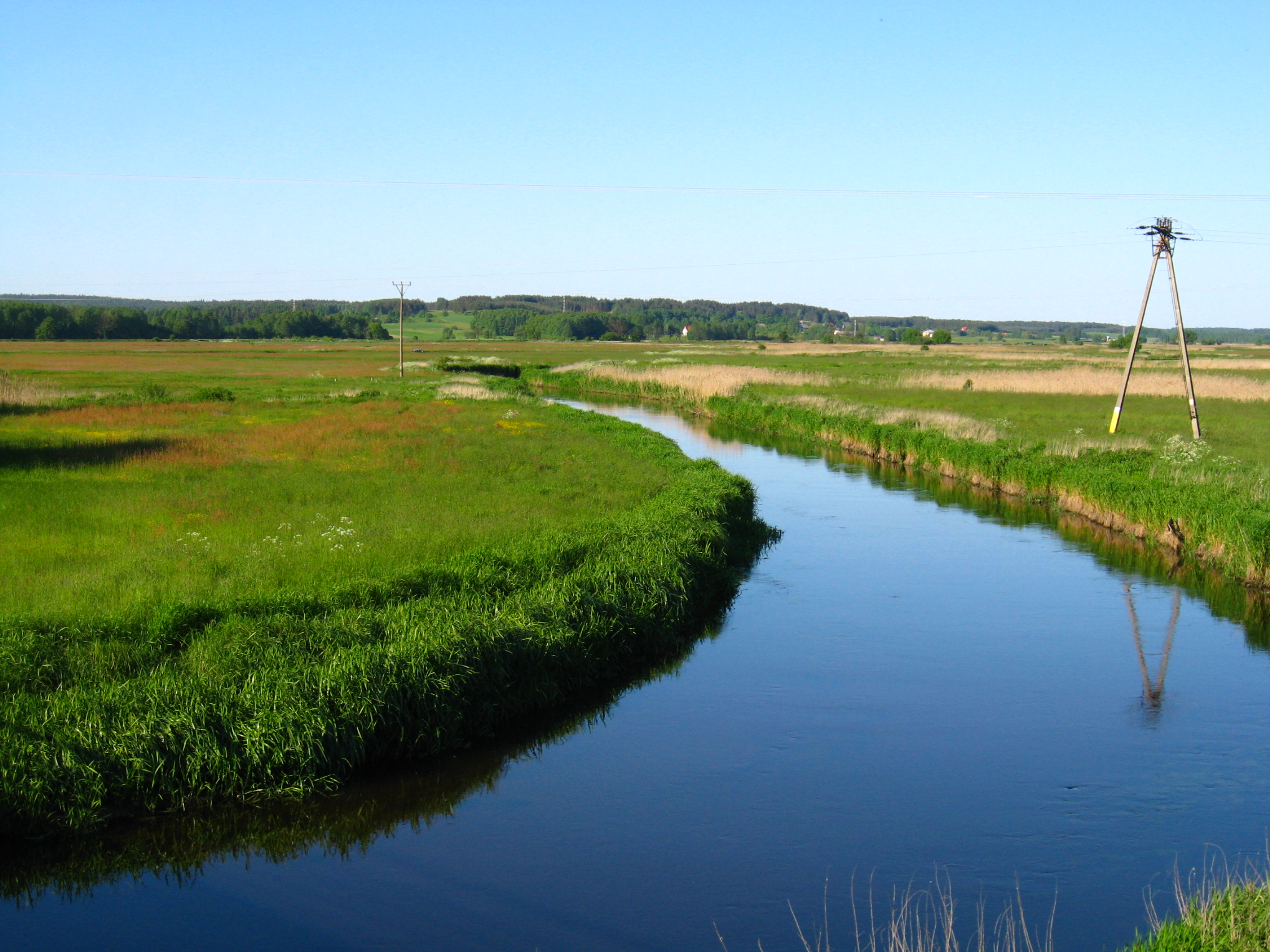
比亚韦斯托克附近的比亚瓦河

比亚韦斯托克位于波德拉谢平原（Nizina Północnopodlaska）的比亚韦斯托克高地（Wysoczyzna Białostocka），是波兰绿肺的一部分。它位于华沙东北197公里（122英里）的公路上。它是波兰靠近白俄罗斯和立陶宛区域内最大的城市。比亚瓦河是苏普拉希尔河的左支流，穿过这座城市。比亚韦斯托克高地的景观多种多样，有高耸的冰碛丘陵和海拔超过 200米（660 英尺）的冰砾阜。大片的外流平原是由冰川末端融水沉积的沉积物形成的冰川平原，并被森林覆盖。
这座城市的最高点位于皮埃特拉谢森林175米（574 英尺）的高度。最低点位于比亚瓦河谷118 米（387 英尺）的高度。城市地区地貌的一个特征元素是冰碛高原表面的明显洼地，比亚瓦河，霍罗德尼安卡河和恰普利尼安卡河穿越这些洼地。

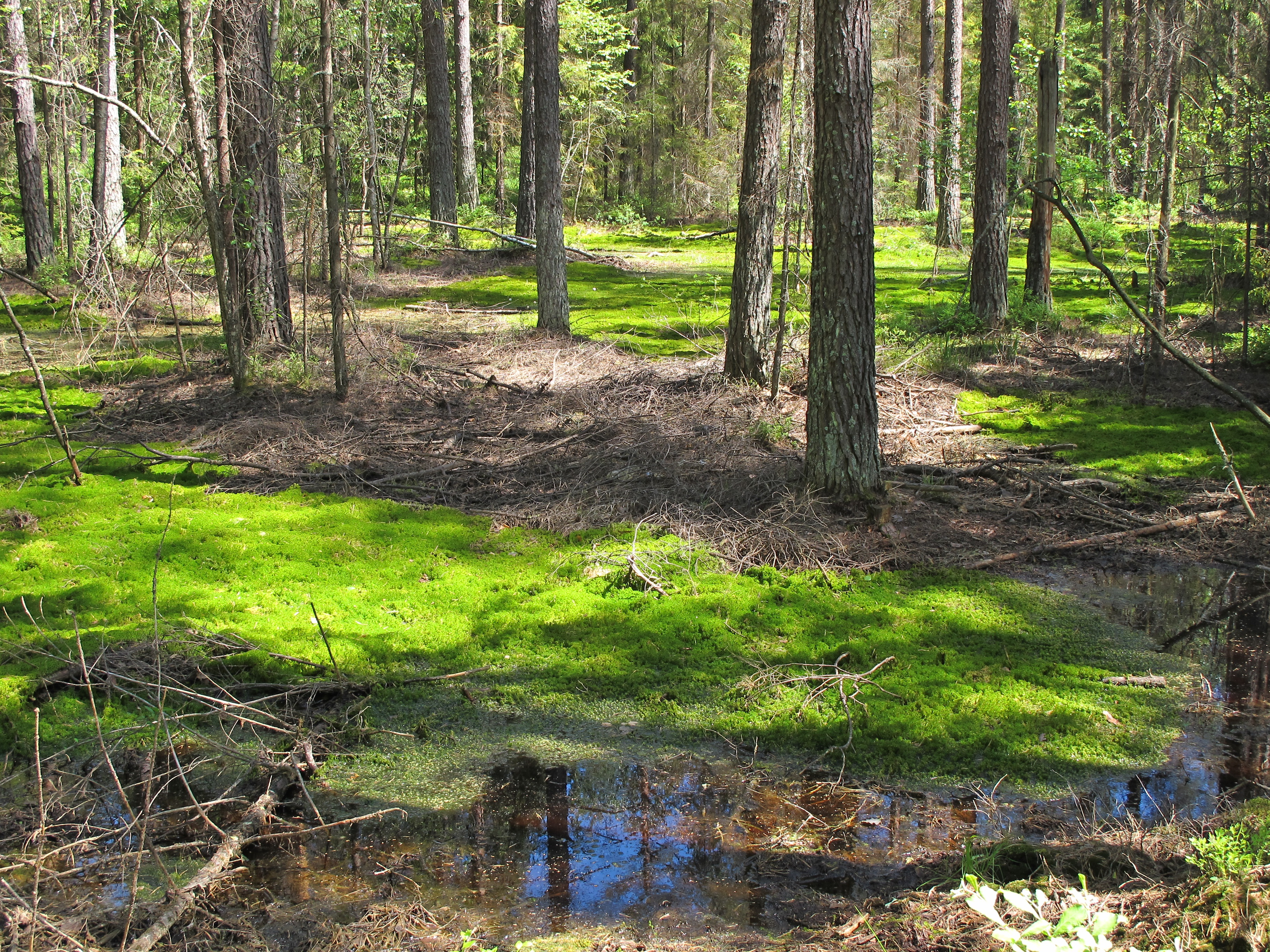
克尼辛森林地貌公园

森林是城市特色的重要组成部分，目前占地约1,846公顷（4,560英亩）（占城市行政面积的18%），是波兰第五大“树木繁茂”的城市；落后于卡托维兹（38%）、比得哥什（30%）、托伦（22.9%）和格但斯克（17.6%）。
该市共有9个公园（位于市政地块上），其中5个是历史公园，总面积约59.06公顷，已列入市政古迹登记册，4个是城市公园，面积约21.68公顷。
克尼辛森林的一部分在城市范围内由两个自然保护区保护，总面积为105公顷（260英亩）。兹维尔济涅茨基森林自然保护区（波兰语：Rezerwat przyrody Las Zwierzyniecki）位于城市范围内，是河岸森林的一部分，占地33.48公顷（82.7英亩），主要由橡树和鹅耳枥属组成。安托纽克自然保护区（Rezerwat Przyrody Antoniuk）是该市一个70.07公顷（173.1英亩）的公园，保留了比亚韦斯托克高地特有的森林片区的自然状态，主要是榛属和云杉的混交林。
多伊利迪池塘附近的40公顷（99英亩）森林由比亚韦斯托克中央体育和娱乐中心（Białostocki Ośrodek Sportu i Rekreacji–BOSiR）管理。多伊利迪池塘休闲区包括一个公共沙滩、步行道、观鸟和钓鱼。

### 气候
根据柯本气候分类系统，该市属于暖夏型湿润大陆性或半北方气候（Dfb），最冷月份的平均温度为0°C（32°F）等温线，如果使用-3°C（27°F）的等温线，则属于海洋性气候（Cfb）。无论1981年至2010年气候正常值的公认等温线如何，该市都会被归类为Dfb区，但由于气候变化，冬季已经变暖，因此该市的气候可能被归类为海洋性气候。比亚韦斯托克是波兰年气温最低的城市之一，气候最具大陆性，波兰东北部大部分地区也是如此，年平均气温为7.7°C（46°F），生长季节为205天，比波兰其他地方短。
虽然与萨马拉、巴尔瑙尔或埃德蒙顿等纬度相似的其他城市相比，冬天相当温和，但它们比西欧（不来梅和都柏林等城市）更冷。冬季通常日照很少，天气模式从受冰岛低压系统影响的低气压（天气通常多云、凉爽、潮湿、多雨和/或多雪）转变为偶尔来自西伯利亚或北极（西伯利亚高压）的冷空气团入侵，由于该市位于东北部，这种入侵比波兰其他地区更频繁。因此，冬季往往比波兰其他地方冷几度。冬季有可能出现低于-20°C（-4°F）的冰冻条件，但这种情况很少见。降雪覆盖了大半个冬天。夏天往往温暖、阳光明媚、宜人，偶尔也会很热，但仍然比波兰大部分地区凉爽一点。夏季降雨量比其他季节要多。
比亚韦斯托克市中心和大多数城市地区一样，经历着城市热岛效应，因此在大多数时候，城市比周围的农村更温暖。市中心的平均气温比周围村庄高2.3°C（4.1°F），在夜间和温暖的半年，尤其是春季，气温差异更大。

### 城市布局

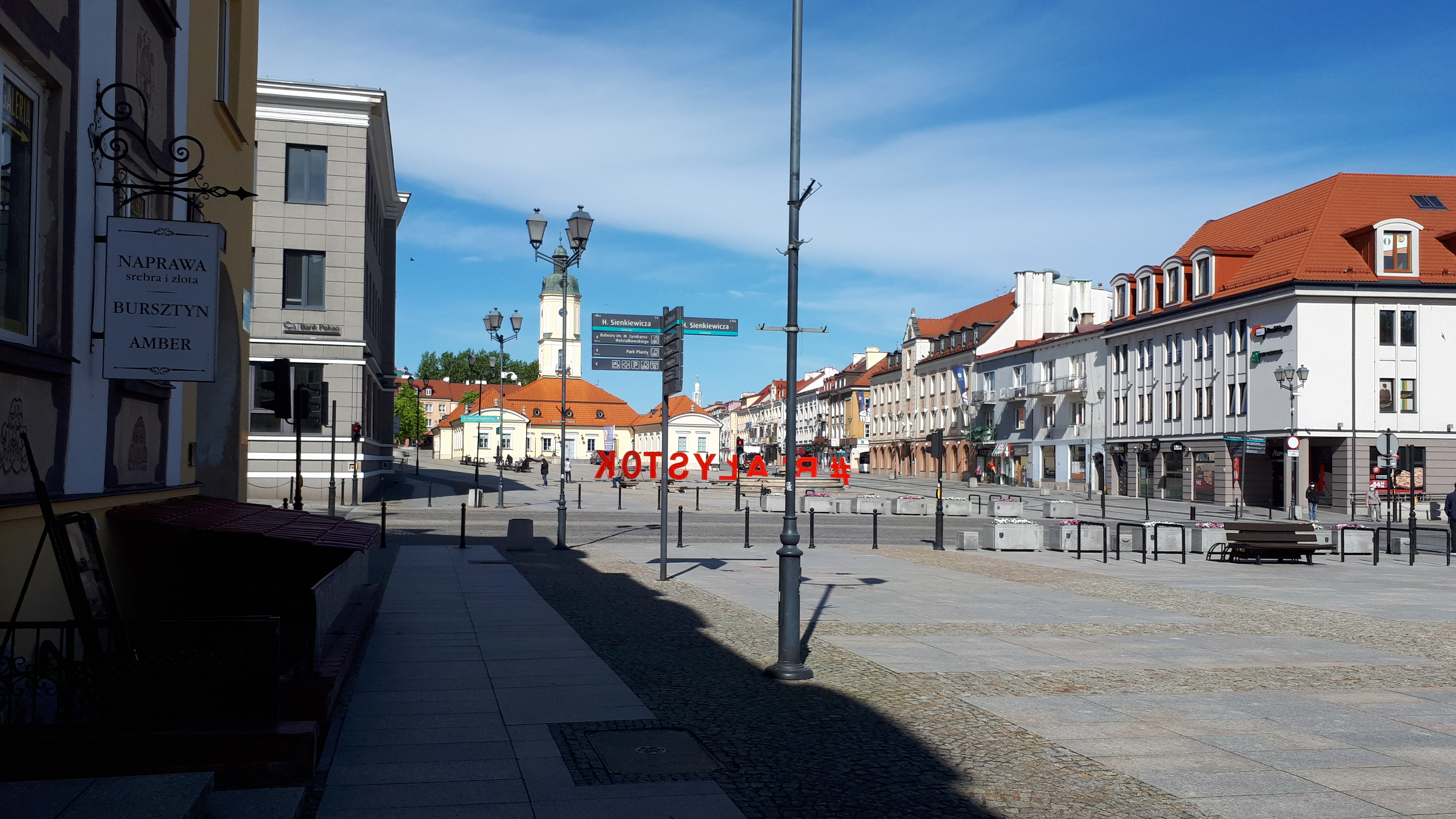
柯斯丘什科广场，2020年

比亚韦斯托克大致呈圆形，以中央市场广场和布拉尼基宫为中心。最初，该市的领土约为50公顷。最初，比亚韦斯托克位于两条地方道路的交汇处，有两个最重要的纪念碑：一座教堂（与1626年的砖砌教堂一起）和一座哥特式城堡，该城堡由城市的前主人、贵族维西奥沃夫斯基家族拥有。市场广场的当前布局是由贵族布拉尼基家族的两名成员斯特凡·米科瓦伊和他的儿子扬·克莱门斯进行的城市设计的结果。旨在重建城市布局的项目是由斯特凡·米科瓦伊·布拉尼基在17世纪末和18世纪初发起的。他建立了一个新市场（Nowy Rynek）（柯斯丘什科广场西侧的一部分，市政厅位于显克维支街的西侧）。通往苏拉日的路线被转移到了一个新的位置（今天的苏拉斯卡街），形成了一条笔直的路段，终点是市场广场的南角，并创造了一条新的观景走廊。这一设计决定使得建造新建筑成为可能，这样旧定居点和犹太区就不再可见。第二条观景走廊是通过将通往霍罗什奇的现有路线转移到市场广场的北端而创建的。
服务于整个城市的通信系统是由从中央市场广场向外辐射的街道组成的。普鲁士当局需要贝克尔在1799年制定的库存计划，以便就收购比亚韦斯托克作为皇家居所进行谈判。该计划具有根本重要性，因为它展示了城市在创建初期的发展。该市面积不超过1.5平方公里，人口约3.5万。整个城区被6扇宽松的大门和位于规则地块上的建筑所封闭。仅在市场广场上发现了紧凑型建筑，其正面是1-2层的砖砌正面建筑。霍罗斯卡街和赞科瓦街只建了砖房。这座城市以宫殿建筑群为主，宫殿建筑群和公园占地面积相当于该市的投资面积。这座宫殿是按照欧洲标准设计的，为比亚韦斯托克创造了新的发展机会。
第一次世界大战后，人们首次尝试在宫殿场地和耕地之间组织这座城市，截止当时，这座城市的发展还没有具体的计划。应波兰城市协会的要求，伊格纳齐·特沃切克在1938年至1939年间提出了城市的总体概念。该计划要求建立新的交通路线，缓解中心拥堵，拆除哈纳伊基区，建造一个新的住宅区，并通过新的植树活动将城市周围独特的绿地与市中心相连。第二次世界大战阻碍了这一计划的全面实施。由于战争的破坏，许多建筑部分或完全被毁，尤其是在市中心。该市的重建始于纺织工厂活动的恢复。它的目标是希望尽快改善城市的经济状况。
该市建筑物的平均高度不高。市中心主要是高度不超过 25米的建筑，郊区主要是低层独栋房屋。较高的建筑主要分布在两个住宅区。它们分别是皮亚斯塔区（位于市中心南部）和捷希安茨尼区（位于市中心西北部）。比亚韦斯托克的标志性建筑主要位于市中心，同时也是两个最重要的城市标志性建筑：圣罗赫教堂和教区教堂。每个区都有自己的主导者，通常是天主教教堂或东正教教堂。城市中最重要的空间是科希丘什科广场--三角形的主广场。广场有两条轴线，一条是连接两座最大教堂的轴线，另一条沿着苏拉斯卡大街向中心区西部延伸，终点是姆维诺瓦大街。比亚韦斯托克的一个重要空间布局是布兰尼基宫建筑群。该宫殿建筑群的巴洛克式布局是根据一条构图轴对称形成的，花园布局连贯一致。
多年来，城市不断扩张，包括附近的村庄： 十八世纪中叶，位于比亚瓦河右岸的博亚里被并入其中。1919 年 5 月 10 日，根据众议院的决定，比亚洛斯托切克、霍罗德尼亚尼、兹维尔齐涅茨-莱特尼斯科、斯塔罗西埃勒采、斯沃博达（始建于 17 世纪末，位于现在的波戈德纳街和希维尔科瓦街之间）、奥格罗德尼基、皮埃楚尔基、维索基-斯托切克以及两个磨坊村马尔楚克和安托纽克也被并入。到第二次世界大战爆发时，该市的领土面积已达 40 平方公里。第二次世界大战结束后，波兰人民共和国成立，城市得以重建，面积进一步扩大：巴齐埃齐基村、巴齐埃齐基-科洛尼亚村、科里琴村和科莱帕切村的一部分、科鲁普尼基村、法斯蒂村、扎西济安基村和扎瓦迪村被并入城市。上世纪70年代，随着巴格努夫卡村、扎克瓦迪-西利卡托维地区、国有林区、多伊利迪池塘和多伊利迪东正教墓地的建成，城市又迎来了新一轮的扩张。在千禧年到来之际，即 2002年，扎瓦迪村被纳入城市范围，在 2006年的最后一次扩建中，多伊利迪-古尔内、扎古尔基和科洛尼亚-哈利基耶村被纳入城市范围，城市面积达到102平方公里。

## 人口
| 统计时间 | 人口    |
| -------- | ------- |
| 1931年   | 91,101  |
| 1950年   | 68,503  |
| 1970年   | 168,500 |
| 1990年   | 270,568 |
| 2000年   | 289,233 |
| 2010年   | 295,198 |
| 2020年   | 296,958 |

2020 年 6 月，比亚韦斯托克人口为 296,958 人。在波兰的城市中，比亚韦斯托克的人口密度排名第二，人口数量排名第十，面积排名第十三。除波兰少数民族外，比亚韦斯托克以前的犹太人也占多数。犹太人在比亚韦斯托克人口中所占的比例从1765 年的 22.4% (761 人) 增长到 1808 年的 66.6% (6,000 人) 和1895 年的 76% (47,783 人)。根据1897年俄罗斯帝国人口普查，在 66,000 人的总人口中，犹太人占 41,900 人（约 63%）。根据德国 1916年的人口普查，犹太人约占居民总数的72%（不少于4万人）。由于波兰归侨、知识分子和公务员的涌入以及第一次世界大战后城市的扩大，人口状况发生了变化。根据 1931 年的人口普查，比亚韦斯托克的人口总数为91,101 人：45.5%（41,493 人）为天主教徒，43%（39,165 人）为犹太人（按宗教划分），8.2%（7,502 人）为东正教信徒。
1936年，比亚韦斯托克的人口为99,722人，其中50.9%（50,758人）为波兰人，42.6%（42,482人）为犹太人，2.1%（2094人）为德意志人，0.4%（359人）为俄罗斯人；46.6%（45,474人）信奉天主教，43%（42,880人）信奉犹太教，8.2%（8,177人）信奉东正教，2.9%（2,892人）信奉福音主义。第二次世界大战改变了这一切：1939年，比亚韦斯托克约有107,000人居住，但到1946年，人口已降至56,759人，种族多样性比以前少得多，主要是由于其大量犹太人口被谋杀。目前，该市人口97%为波兰人，2.5%为白俄罗斯人，0.5%为包括俄罗斯人、立陶宛人和乌克兰人在内的少数民族。现代人口增长的大部分是基于波兰境内的内部移民和周边地区的城市化。

## 宗教

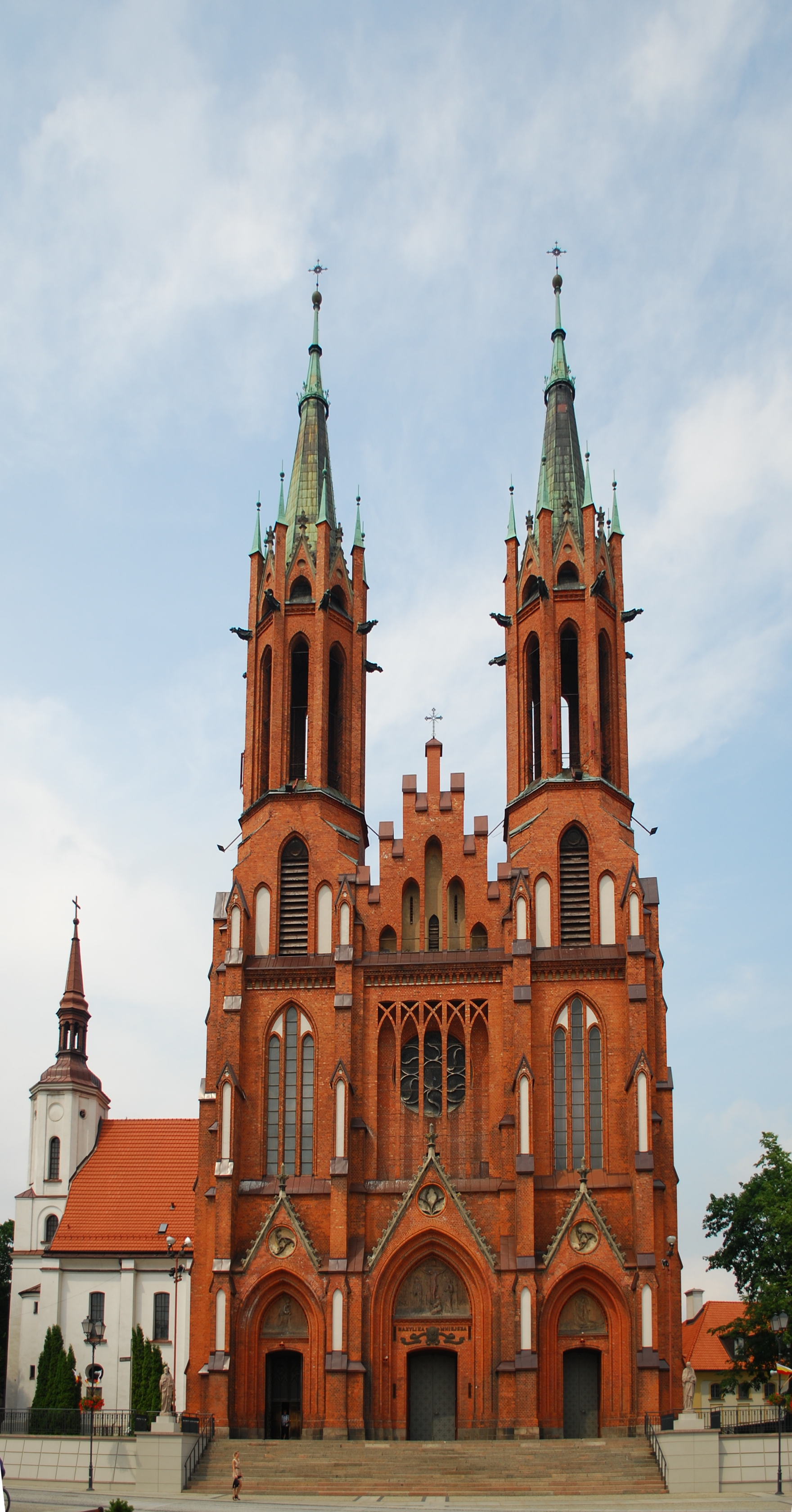
圣母升天大教堂

20世纪初，比亚韦斯托克被认为是世界上犹太人最集中的城市。1931年，该市有40000名犹太人，几乎占该市居民的一半。该市是天主教比亚韦斯托克总教区的所在地。1991年6月5日，教皇约翰·保罗二世在访问比亚韦斯托克期间宣布成立比亚韦斯托克总教区，结束了第二次世界大战后留在波兰境内的维尔纽斯总教区部分的临时教会管理期。这座城市也是波兰正教会比亚韦斯托克-格但斯克教区的所在地。比亚韦斯托克是波兰东正教信徒最集中的地方。在比亚韦斯托克，存在以下新教教堂：一个路德宗教区、两个五旬节派教堂、浸礼会教堂、一个基督上帝教会教堂和一个基督复临安息日会教堂。

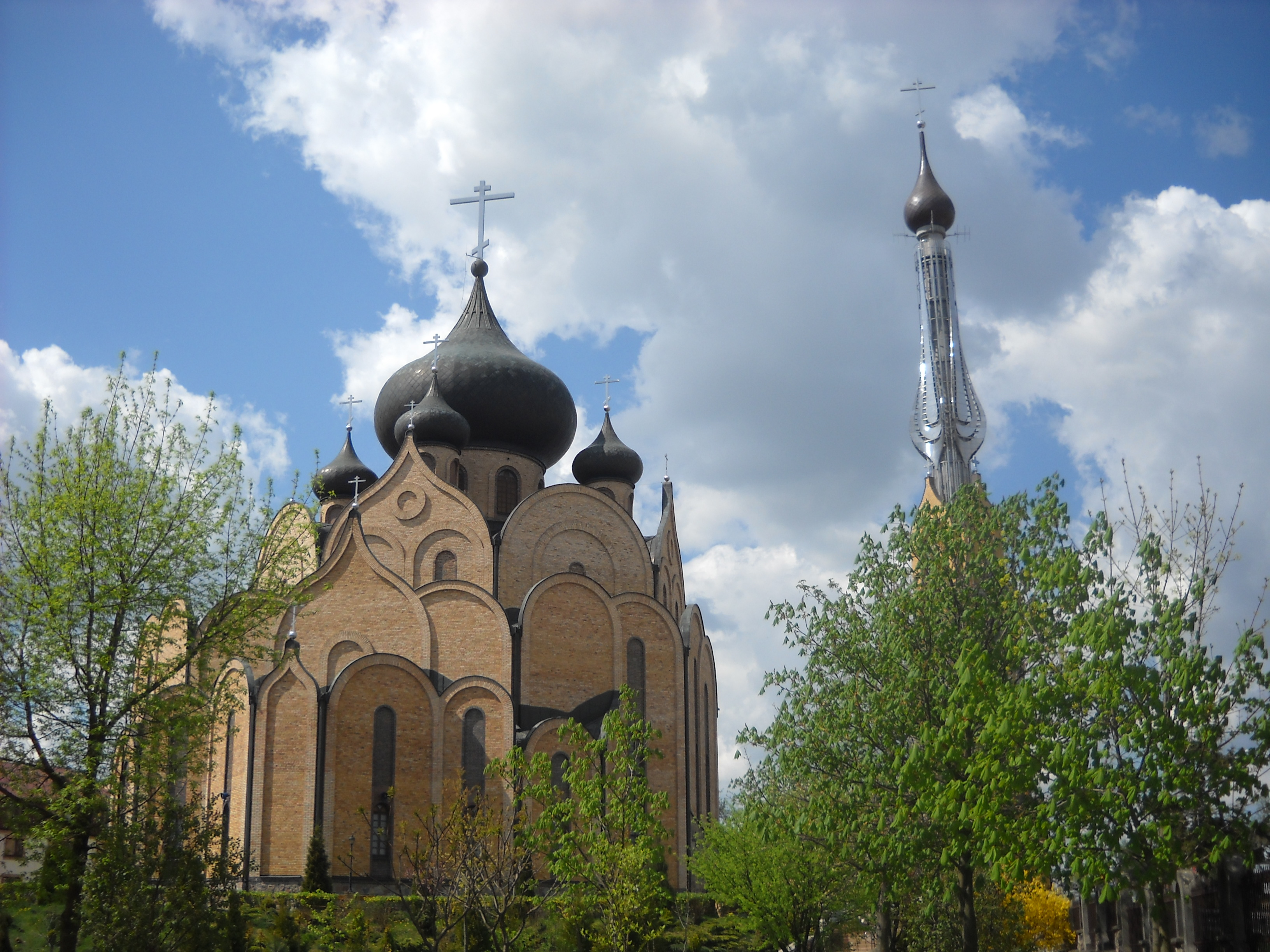
比亚韦斯托克圣灵主教堂

比亚韦斯托克是2,000多名穆斯林（主要是鞑靼人）的家园。有一个伊斯兰中心，一个祈祷之家和各种组织。有一本伊斯兰杂志发行——“Pamięći trwanie”（“记忆与坚持”）。
这座城市是米哈乌·索波奇科（Michał Sopoćko）主要遗物所在的神圣慈悲圣所所在地。

## 政治

### 行政分区

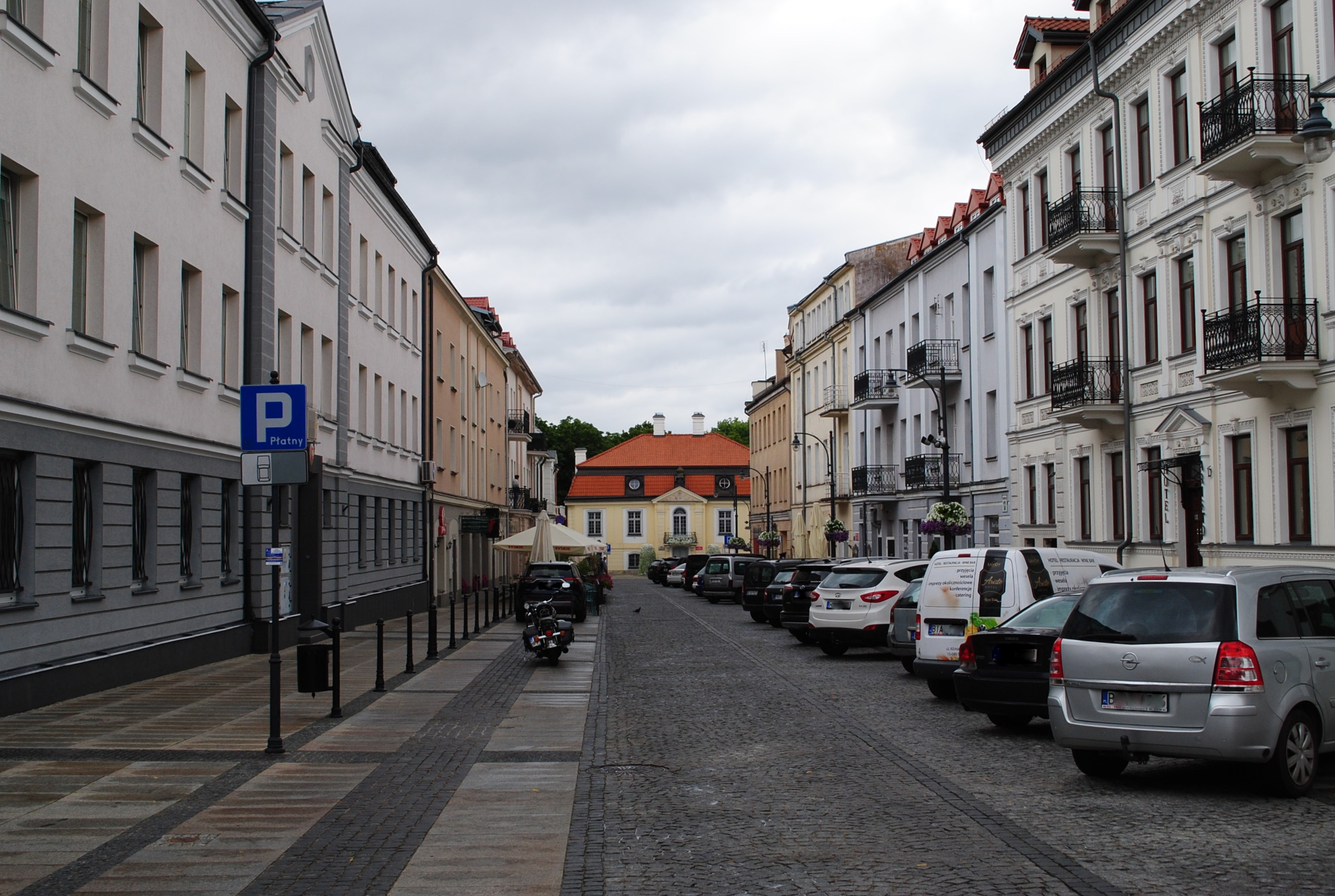
位于中心（Centrum）区的历史老街——基林斯基街

比亚韦斯托克市分为29个行政单位，在波兰语中称为osiedla。其中前27个次分区于2004年10月25日创建。第28个定居点多伊利迪-戈尔内于2006年10月23日创建，由并入该市的三个定居点组成：多伊利迪-戈尔内、科洛尼亚-哈里基耶和扎戈尔基。2021年初创建了一个名为巴格诺夫卡的新区。
市中心区（Osiedle Centrum）环绕着城市的主要街道利波瓦街。利波瓦街从柯斯丘什科广场（合作街的拐角处）延伸到罗曼-德莫夫斯基独立广场（克拉科夫街拐角处）。几个世纪以来，这条街的名字已经有了许多不同的名字；霍罗什奇、诺沃利比耶、利波瓦、约瑟夫·毕苏斯基、约瑟夫·斯大林、阿道夫·希特勒和约瑟夫·斯大林，在第二次世界大战结束后再次回到原来的名字——利波瓦街。

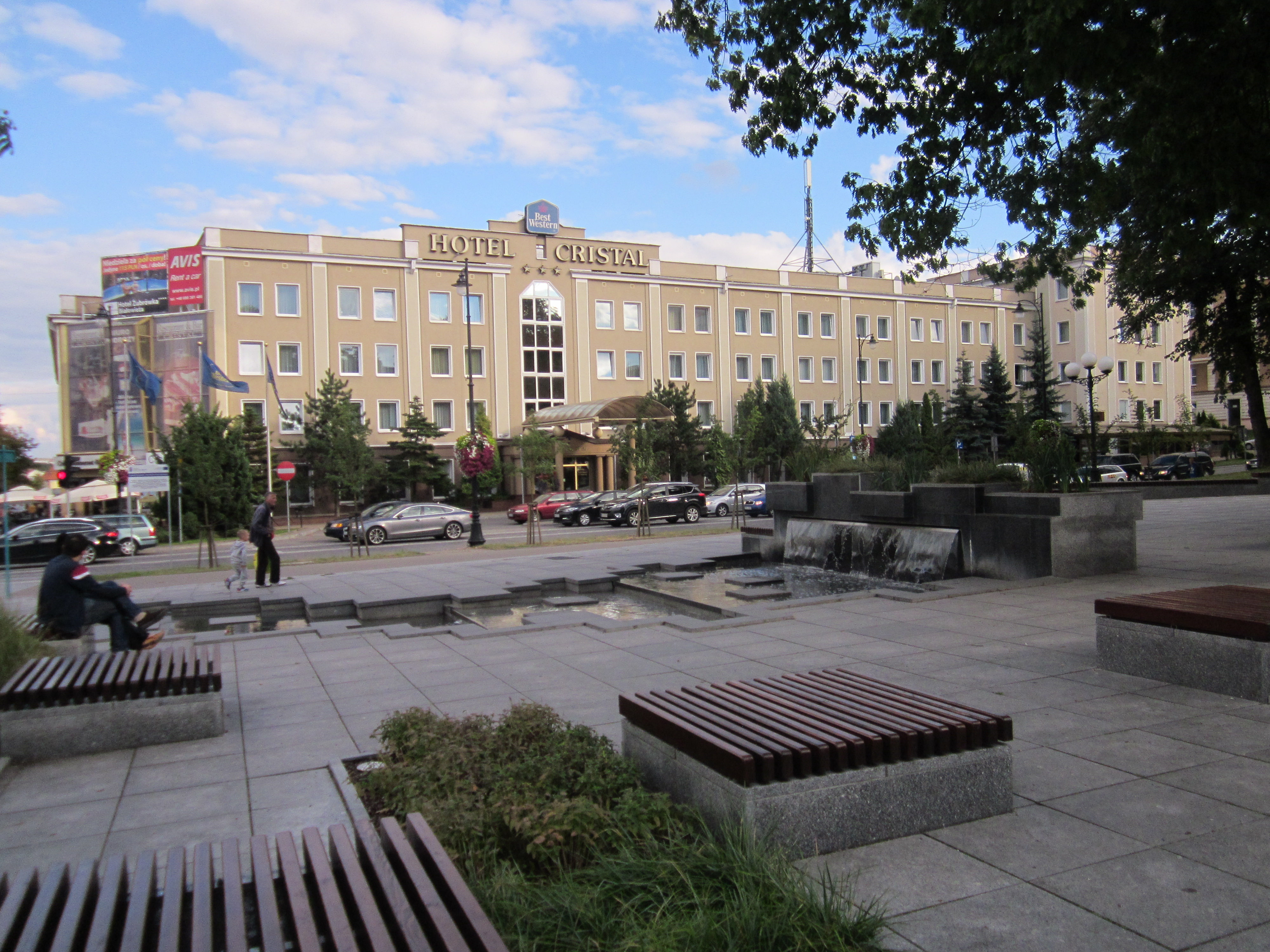
君士坦丁大帝广场

该市占地10,213公顷（25,240英亩），其中3,210公顷（7,900英亩）为农业用地，4,889公顷（12,080英亩）为城市化地区，85公顷（210英亩）为地表水，65公顷（160英亩）为荒地。这些地区的组成各不相同，从市中心附近的住宅区，包括多层公寓楼和小地块上的独立房屋，到城市边缘的工业和农业区。

### 都会区
比亚韦斯托克都会区由省根据2005年5月16日第52/05号条例指定，以帮助发展该地区的经济。2006年，都会区人口为450,254人。比亚韦斯托克附近的城市正在慢慢失去其农业特征，成为拥有单户住房和小企业的郊区住宅区。

### 市政府
比亚韦斯托克和波兰的其他主要城市一样，是一个城市县（Miasto na prawach powiatu）。该市的立法权属于一院制的比亚韦斯托克市议会（Rada Miasta），由28名议员组成。议会成员每四年直接选举一次，其中一人是比亚韦斯托克的市长（prezydent）。与大多数立法机构一样，市议会分为多个委员会，负责监督市政府的各种职能。以简单多数票通过的法案被提交给市长，市长签署后成为法律。如果市长否决了一项法案，议会有30天的时间以三分之二多数票推翻否决。2006年当选的比亚韦斯托克现任市长塔德乌什·特鲁斯科拉斯基作为公民纲领党的候选人赢得了选举，但他与该党没有正式联系。在第一轮选举中，他获得了49%的选票（共42,889票）。在后来的决选中，他击败了来自法律与公正的竞争对手马雷克·科兹洛夫斯基，获得了67%的选票（53,018票）。

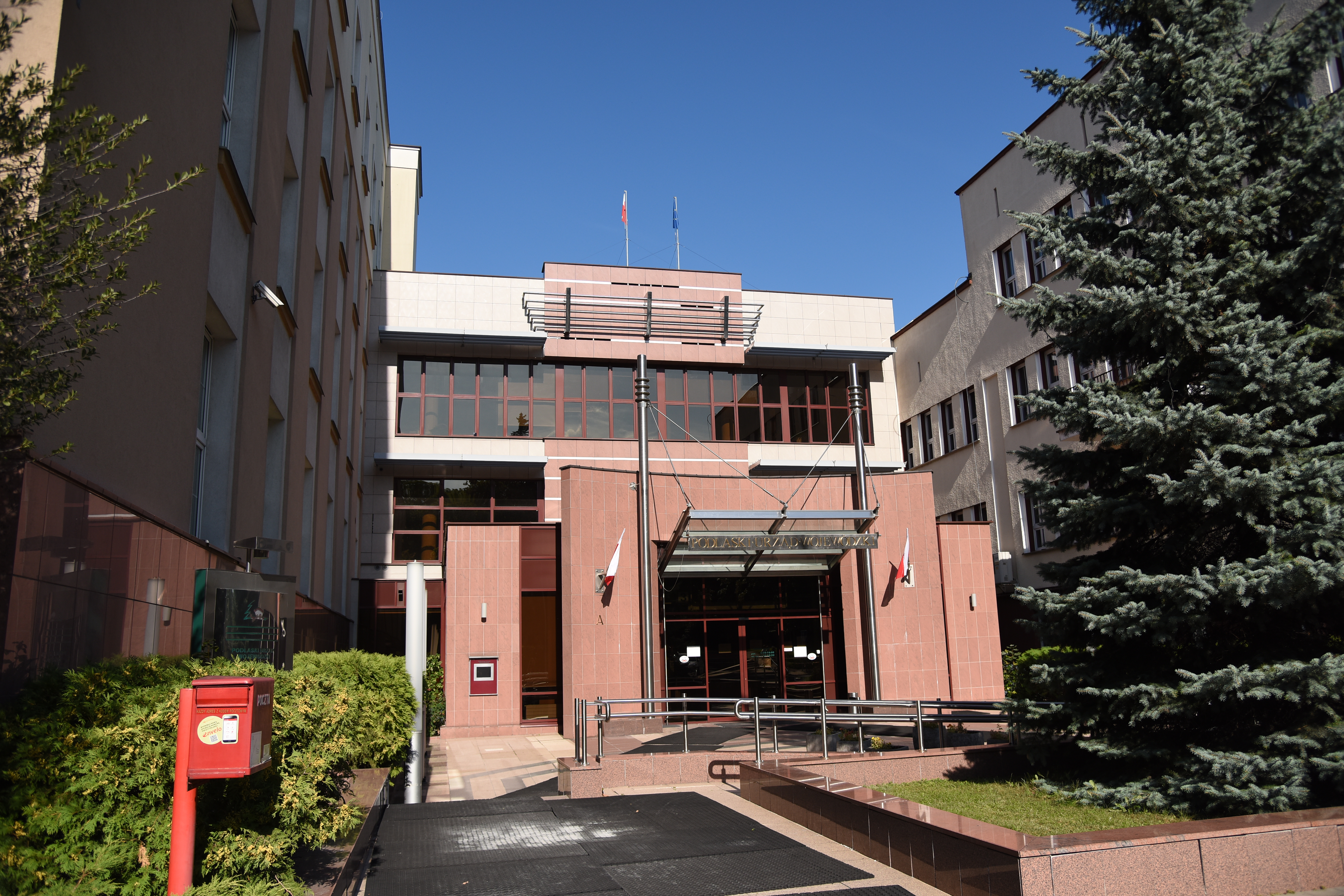
波德拉谢省办公大楼

它也是波德拉谢省的政府所在地。该市由比亚韦斯托克选区的波兰议会两院（众议院和参议院）的几名议员代表。比亚韦斯托克由欧洲议会波德拉谢和瓦尔米亚-马祖里亚选区代表。

### 国际关系
比亚韦斯托克有9个领事馆，白俄罗斯总领事馆和罗马尼亚，芬兰，波斯尼亚和黑塞哥维那，保加利亚，克罗地亚，爱沙尼亚，卢森堡和马耳他名誉领事馆。比亚韦斯托克市是几个组织的成员，如波兰大都市联盟（Unia Metropolii Polskich）、尼曼河欧洲区、波兰绿肺基金会和欧洲城市组织。
比亚韦斯托克与以下城市为友好城市：
- 荷蘭埃因霍温
- 立陶宛考纳斯
- 美国密尔沃基
- 法國第戎
- 以色列耶胡德
- 拉脫維亞叶尔加瓦
- 義大利马扎拉德尔瓦洛
- 尚比亞卢萨卡
- 土耳其博尔诺瓦
- 中国崇左
- 馬爾他斯利马
- 保加利亚多布里奇
- 衣索比亞巴赫达尔

前友好城市：
- 俄羅斯伊尔库茨克
- 俄羅斯加里宁格勒
- 俄羅斯普斯科夫
- 俄羅斯托木斯克

2022年3月3日，比亚韦斯托克结束了与俄罗斯伊尔库茨克、加里宁格勒、普斯科夫和托木斯克等城市以及白俄罗斯格罗德诺市的伙伴关系，作为对2022年俄罗斯入侵乌克兰的回应。
东部伙伴关系城市：
- 乌克兰卢茨克
- 戈里
- 摩尔多瓦伯尔齐
- 亞美尼亞久姆里
- 苏姆盖特

前伙伴城市：
- 白俄羅斯格罗德诺

## 军事

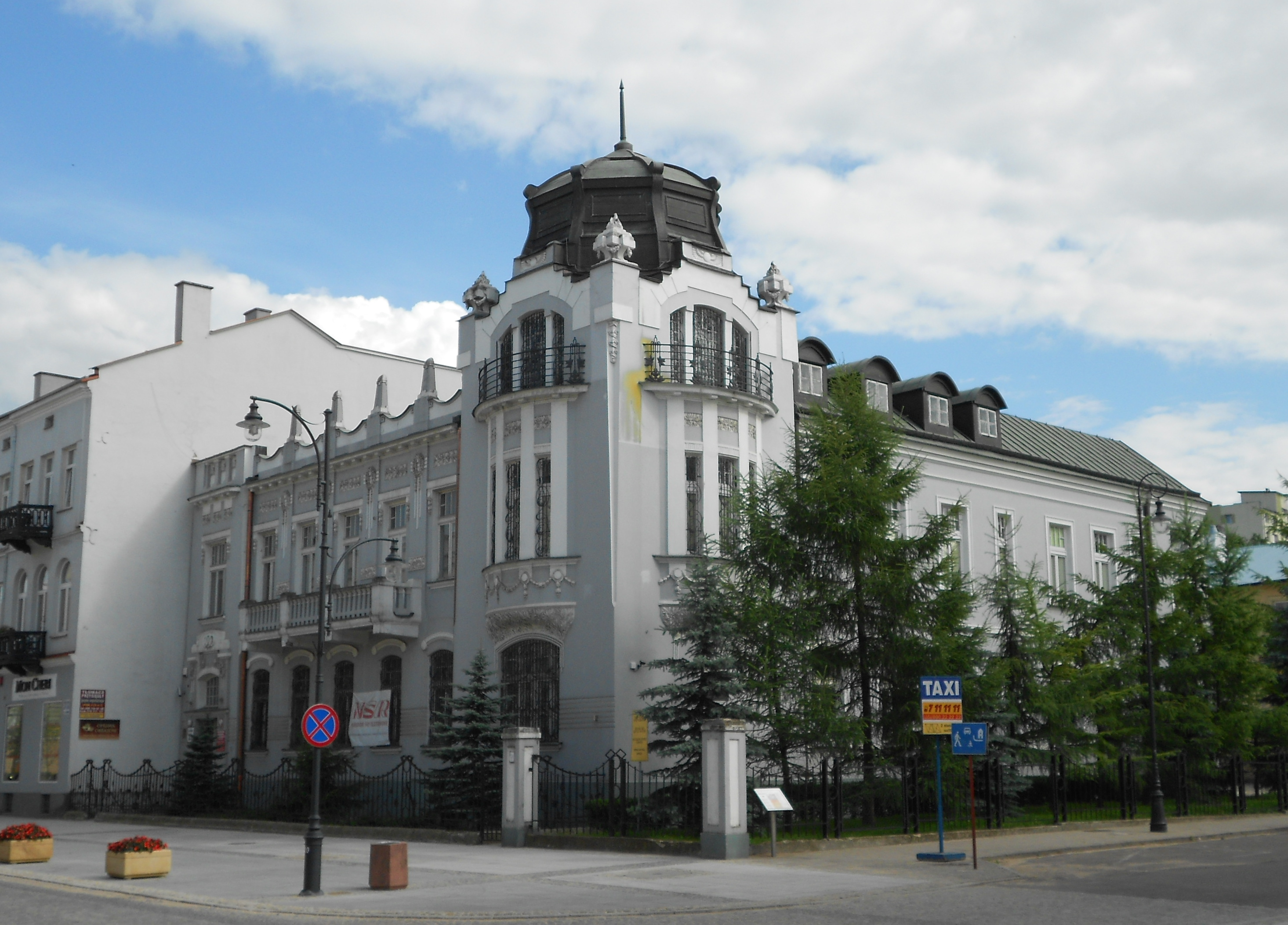
位于诺维克宫的军事起草办公室

圣彼得堡-华沙铁路的建设穿过这座城市，是俄罗斯帝国的战略中枢，导致了这座城市军事重要性的上升：1879年，开始建造沃齐米尔斯基步兵团的营房（目前是沃伊斯科瓦街、斯克沃多夫斯卡-居里街和沃洛季约夫斯基街之间的省医院区域）。1884年，喀山步兵团在维戈达的特劳古塔街建立了军营。1887年，马里安波尔龙骑兵团的营房建在贝马街100号。1890年，哈尔科夫枪骑兵团的军营在卡瓦莱伊斯卡街建成。
在战间期和波兰第二共和国的存在期间，该市有第42步兵团（维戈达军营）、立陶宛第10枪骑兵团（卡瓦莱伊斯卡街）和第14骑兵中队（14 Dywizjon Artylerii Konnej）（贝马街），波德拉谢骑兵旅司令部和备用中心（斯科拉多维-居里街，后来是皮乌纳街），这些都是波兰第二共和国武装部队的单位。

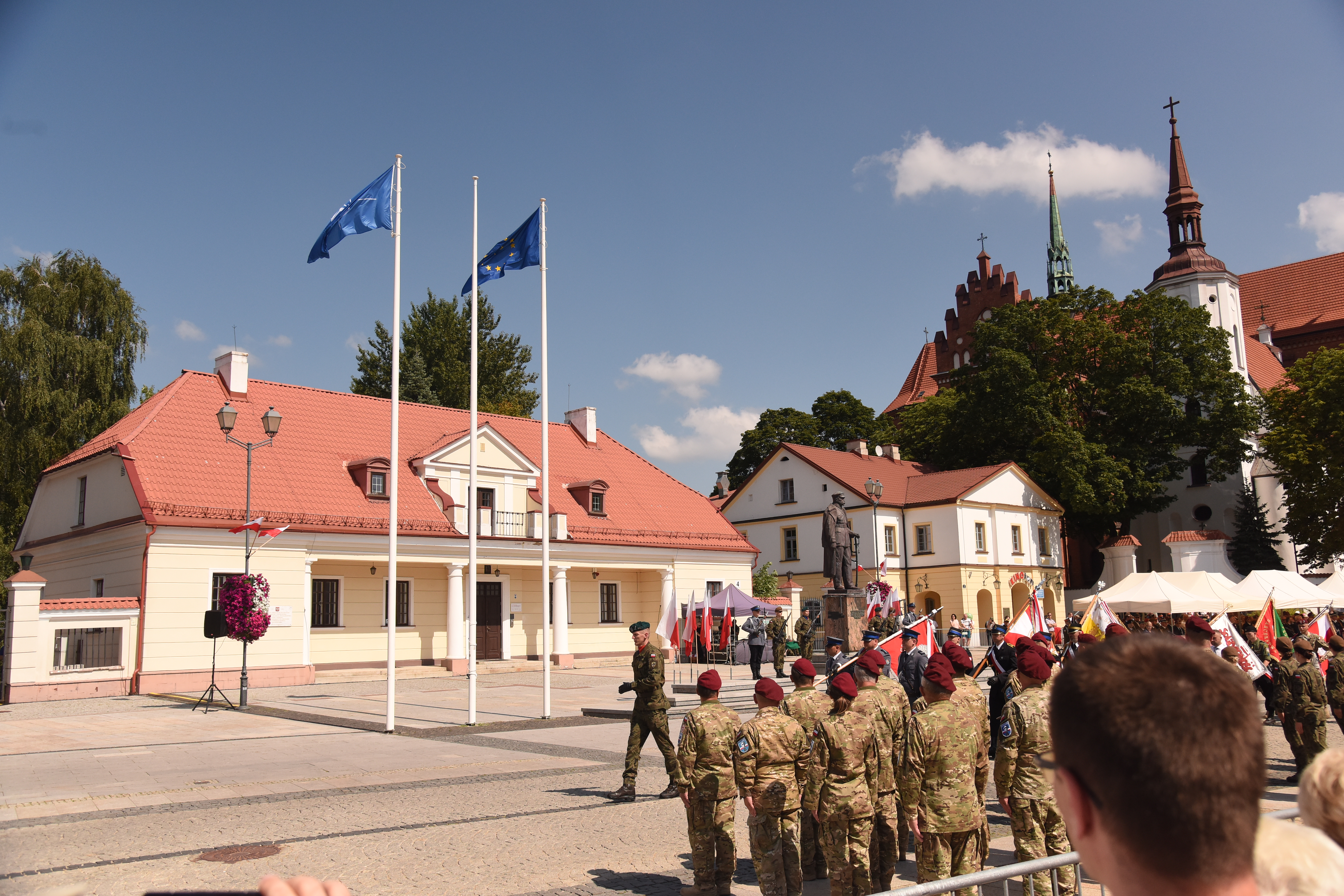
2022年的波兰武装部队日

波兰陆军第18侦察团（18 Pułk Rozpoznawczy）驻扎在比亚韦斯托克。该部队的前身是前第18国土防御营（18 Białostocka Brygada Obrony Terytorialnej），在此之前是前第18机械化旅。2001年12月31日，由于武装部队重组，第18机械化旅（18 Brygada Zmechanizowana）被解散，取而代之的是第18国土防御营（18Białostocka Brygada Obrony Terytorialnej）。
1929年2月，波兰第二共和国陆军的“比亚韦斯托克”骑兵旅（BK“Białystok”）成立。1937年4月1日，BK“Białystok”更名为波德拉谢骑兵旅（Podlaska Brygada Kawalerii）。其总部位于比亚韦斯托克，作为纳雷夫独立行动小组的一部分运作。它由1929年2月至1937年3月30日期间存在的“比亚韦斯托克”骑兵旅组成。苏联入侵波兰后，该旅的残余部队与德国国防军和苏联红军部队作战，最终于1939年10月6日投降。
1993年12月，波兰武装部队总参谋长下令在比亚韦斯托克驻军成立第十八机械化旅（18 Brygada Zmechanizowana）。该部队由第三机械化团（波兰语：3 Pułk Zmechanizowany）组成，隶属于华沙第一机械化师指挥官（1 Warszawskij Dywizji Zmechanizowanej im.Tadeusza Kościuszki）。2001年12月31日，由于武装部队的重组，第十八机械化旅被解散，取而代之的是第十八国土防御营。

## 经济

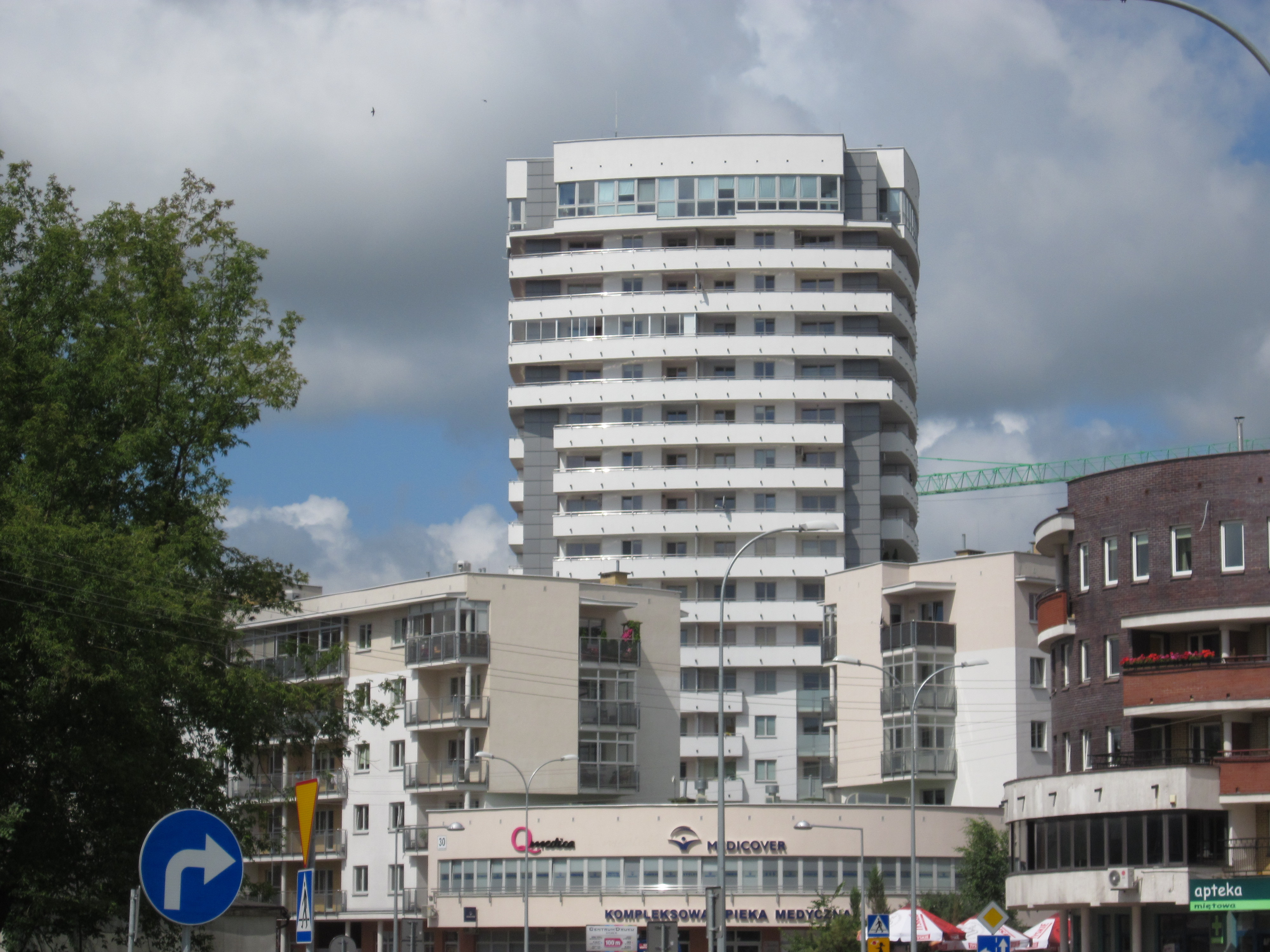
位于比亚韦斯托克市中心的高层建筑

在十九世纪，比亚韦斯托克是轻工业的重要中心，这也是该市人口大幅增长的原因。这一传统在二十世纪建立的许多服装厂中得以延续，例如巴齐耶茨基区的Fasty。然而，1989年共产主义垮台后，许多工厂面临严重问题，随后倒闭。
比亚韦斯托克2020年11月的失业率为6.8%。2009年，普通家庭的月人均收入为1018.77兹罗提，月人均支出为823.56兹罗提
该市附近有许多过境点。与白俄罗斯的边界距离仅50公里（31英里），最近的过境点位于；波布罗夫尼基（公路交叉口距离城市边界约50公里（31英里）），库兹尼察（公路和铁路交叉口距离市区边界60公里（37英里））、谢米亚努夫卡（铁路-货运）、波沃夫采（公路）和切雷姆哈（铁路）。由于与白俄罗斯的边界也是欧盟以及申根区的东部边界，该市是主要来自东部的贸易中心。

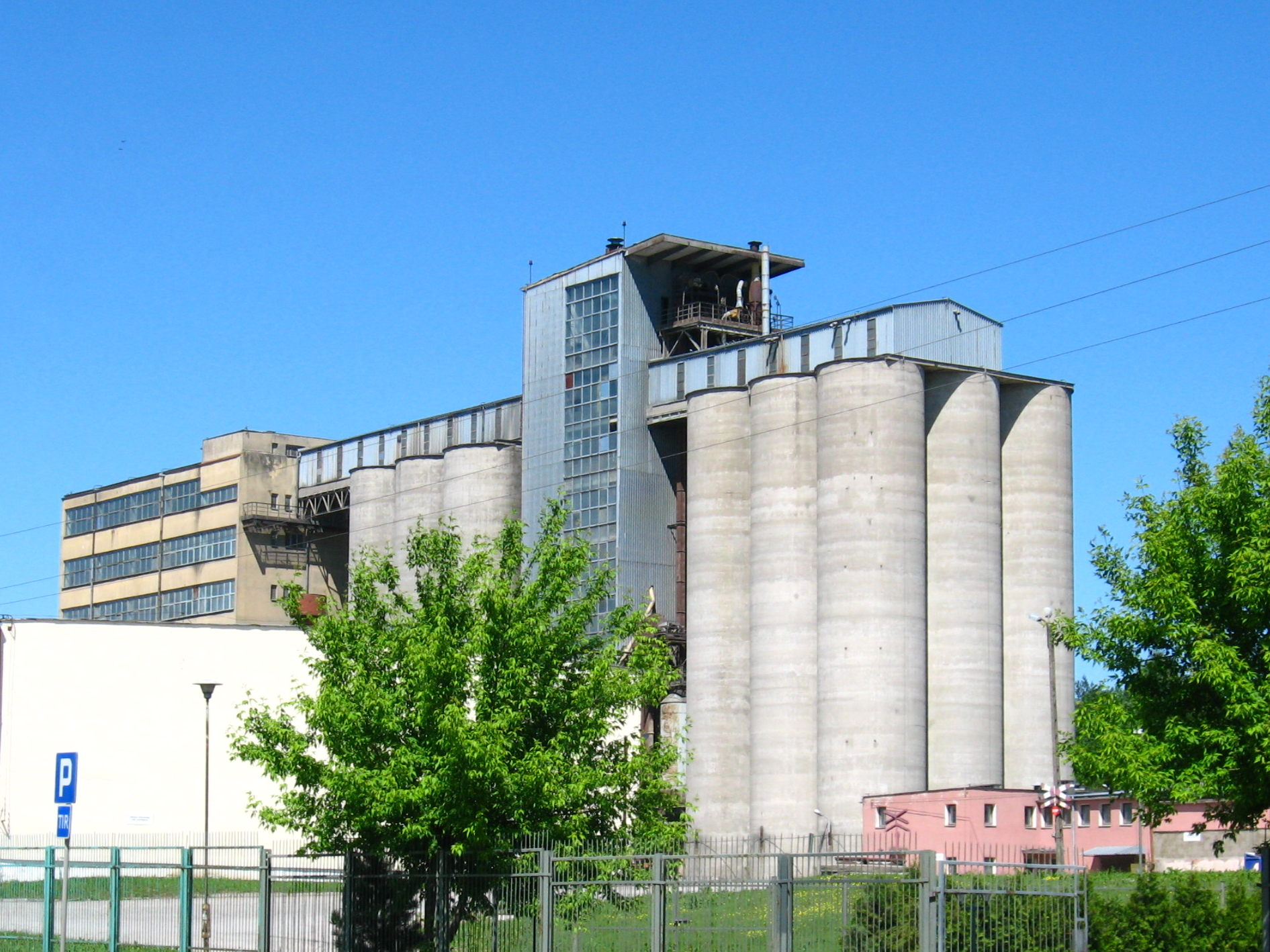
波德拉谢谷物工厂的筒仓

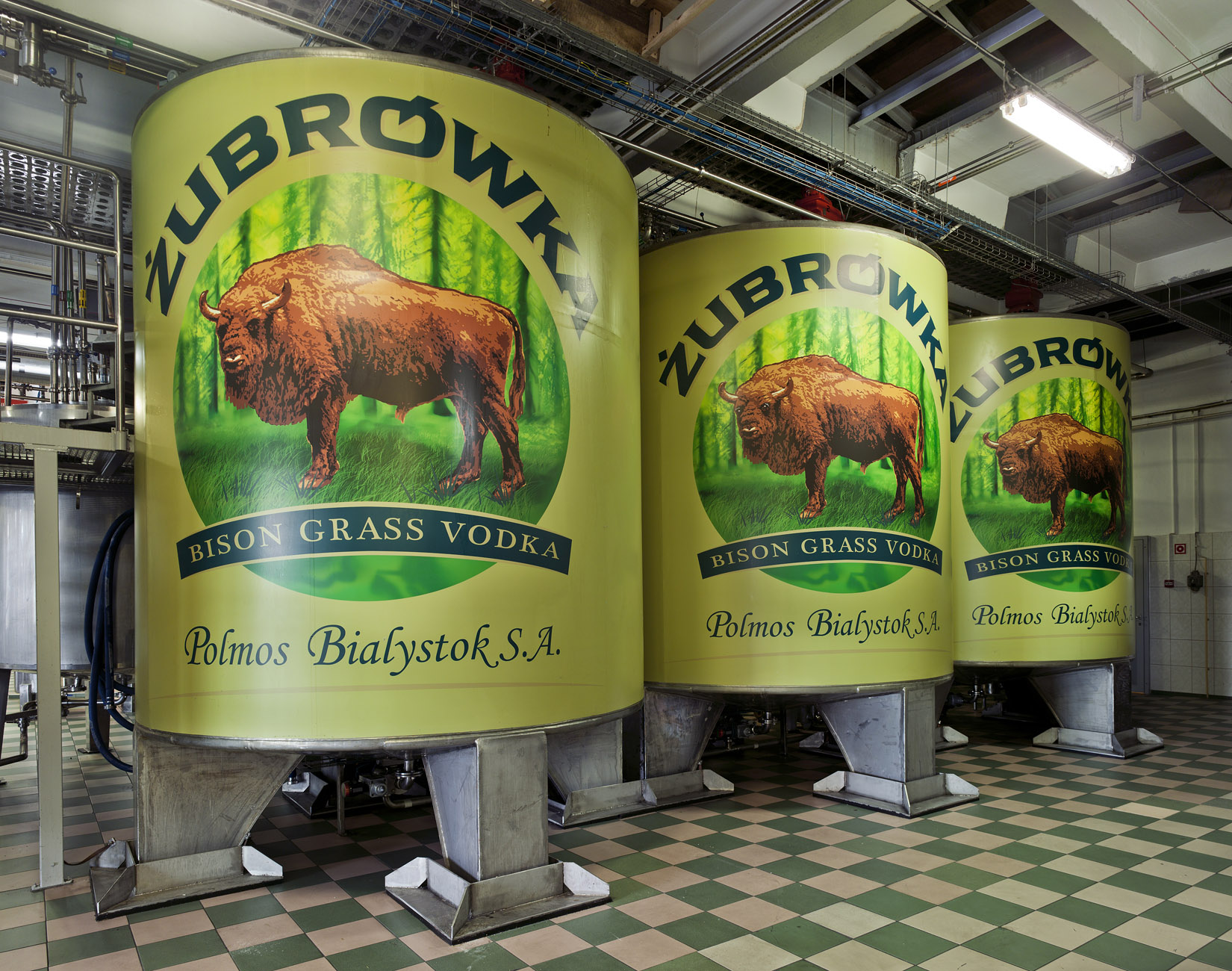
波尔莫斯工厂生产的野牛草伏特加

该市经济的主导产业是食品加工（肉类产品、水果和蔬菜产品的生产、烈酒的生产、冷冻食品的生产、粮食加工）、电气工程（机床的生产工具和设备、电加热器的生产、家用电器搅拌机的制造和生产）。还有发达的机械工业（电子、机械和金属）、塑料加工（家用电器生产）、纺织品（纺织品和室内装潢、内衣、服装配件、鞋类和背包制造）、木材（生产胶合板和家具）建筑材料。
比亚韦斯托克主要的企业包括：
- 多伊利迪啤酒厂，位于多伊利迪区，生产波兰人气第二高的啤酒——野牛啤酒。[103]
- 波尔莫斯比亚韦斯托克，是波兰最大的伏特加生产商，位于斯塔罗希埃尔采区[104]，生产Absolwent和Żubrówka（野牛草伏特加），这两种伏特加都是主要的出口产品。[104]
- 总部位于比亚维斯托克的波兰标准电机产品有限公司30年前开始为原始设备制造商制造点火线圈。[105]
- “Supon”Białystok是波兰领先的消防设备生产商。
- SavaPol，Sp.z o.o.是一家总部位于比亚韦斯托克的固定式和移动式混凝土搅拌设备制造商。
- Biazet S. A. 是一家位于比亚韦斯托克的大型家用电器制造商，生产吸尘器、咖啡机和LED照明。
- Agnella是波兰一家主要的地毯和同类别产品生产商，位于比亚沃斯托切克区
- Rosti Poland Sp.z o.o.为一些世界领先品牌提供精密注塑产品已有60多年的历史。
- Biaglass Huta Szkla Białystok Sp.z o.o.成立于1929年，生产吹制玻璃灯罩及相关产品。Biaglass属于欧洲玻璃厂的精英集团，那里100%的照明玻璃都是吹制的。
- Chłodnia Białystok S.A（比亚韦斯托克冷藏店）成立于1952年，是波兰最大的冷冻蔬菜、水果和即食食品生产商之一。
- Podlaskie Zakłady Zbożowe S.A.成立于2000年7月1日，是比亚韦斯托克玉米和加工业“PZZ”地区私有化的结果。它是波德拉谢省在比亚韦斯托克、格拉耶沃和苏瓦乌基设有升降机的粮食保存和加工部门的领先公司之一。[106]

### 创新
为了提高比亚韦斯托克市对基于现代技术的投资的吸引力，比亚韦斯托克科技园于2014年开放，旨在启动有利于增加当地和区域企业创新的基础设施发展。
园区内的公司包括EMAG创新技术研究所、波兰科学院动物繁殖和食品研究所代谢疾病预防部以及生物识别照片公司PhotoAid。

### 市政网络
2015年，比亚韦斯托克的活跃供水网络长度为540.7公里。与2010年相比，这一长度增加了72.6公里，比上一年增加了13.3公里。截至2015年底，该市有20,508栋住宅楼与供水系统相连。在2010年至2015年期间，这一数字持续上升。相比之下，2010年底，有18,654栋住宅楼连接到供水网络，2012年底为19,307栋，2014年底为20,171栋。

## 文化

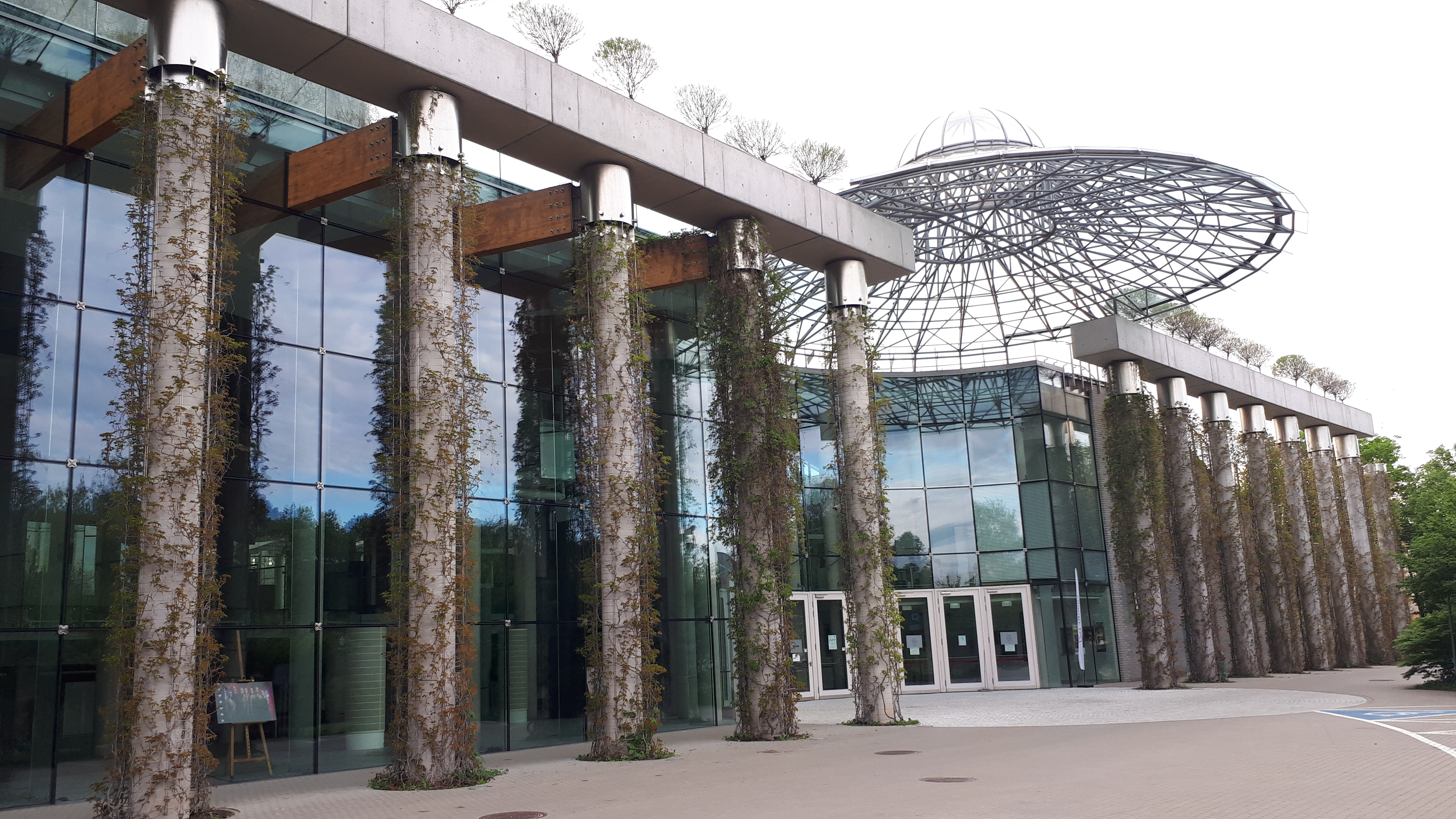
波德拉谢歌剧院和管弦乐团

比亚韦斯托克是波德拉斯基省最大的文化中心之一。景点包括表演艺术团体、艺术博物馆、历史博物馆、建筑/文化方面的徒步旅行以及各种各样的公园和绿地。比亚韦斯托克于2010年入围欧洲文化之都评选，但最终在2016年的决赛中失利。

### 表演艺术
比亚韦斯托克拥有一系列表演艺术设施：
比亚韦斯托克木偶剧院（Bialostocki Teatr Lalek）成立于1953年，是波兰最古老的木偶剧院之一。该设施位于比亚韦斯托克的卡利诺夫斯基街1号。曲目包括儿童表演和成人世界文学改编木偶剧。由于制作的艺术水平很高，该剧院被公认为波兰最好的木偶艺术中心之一。
亚历山德拉·文吉尔基戏剧院位于雅罗斯瓦夫·吉里纳设计的建筑内，建于1933年至1938年。
位于比亚韦斯托克的波德拉谢歌剧院和爱乐乐团—欧洲艺术中心是波兰东北部最大的艺术学院，也是欧洲该地区最现代化的文化中心。每年六月底，它的圆形剧场都会举办中途节。

### 博物馆
市内有一系列博物馆，包括：

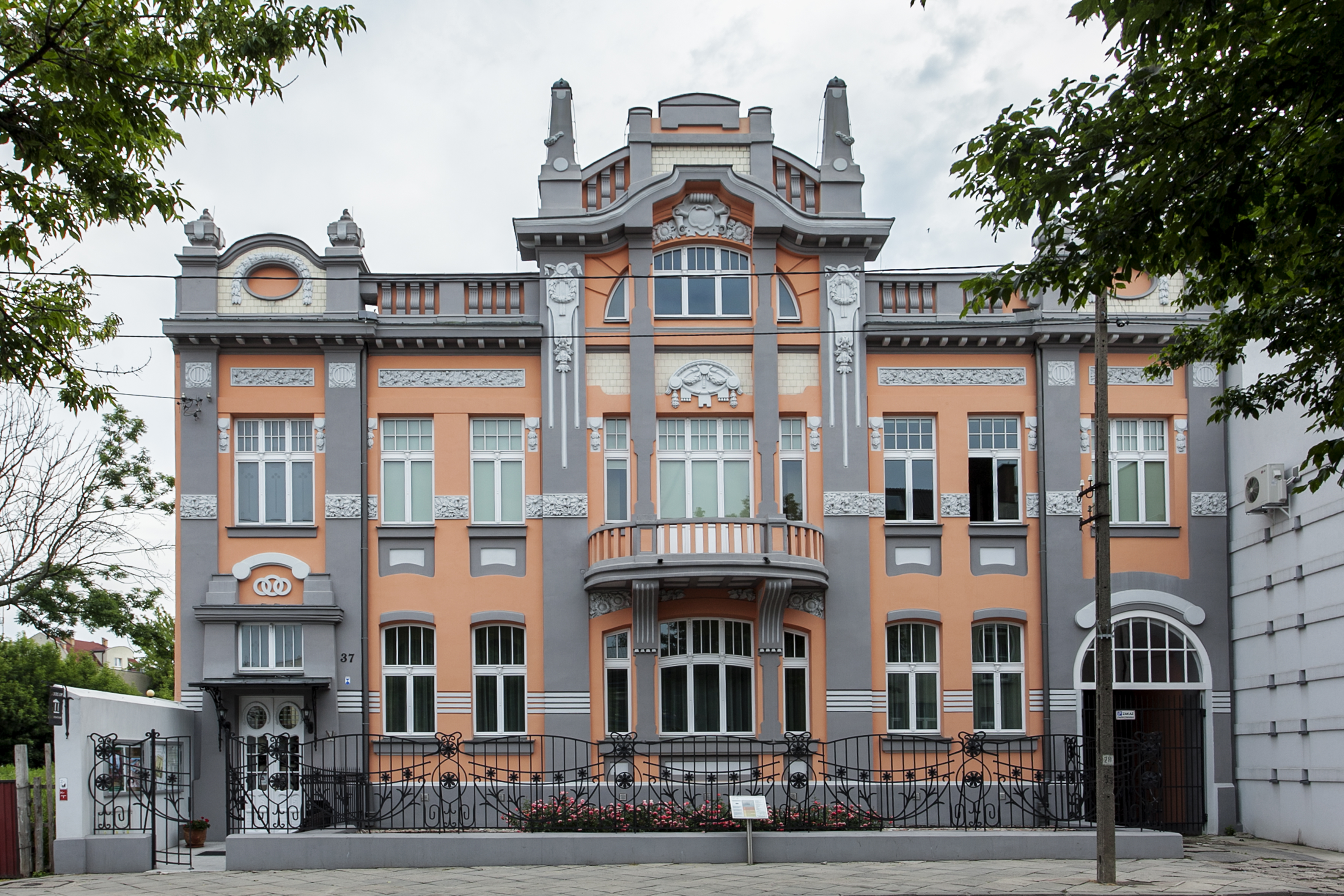
比亚韦斯托克历史博物馆

比亚韦斯托克的历史博物馆是波德拉谢省博物馆的一部分。该设施收藏了丰富的档案材料和图像，展示了比亚韦斯托克和波德拉谢省的历史，以及许多中产阶级文物，特别是在工艺实用领域。还有收藏了16000枚硬币、奖章和证券的钱币柜。博物馆收藏了该国唯一与波兰-立陶宛-白俄罗斯地区鞑靼人定居点有关的纪念品。

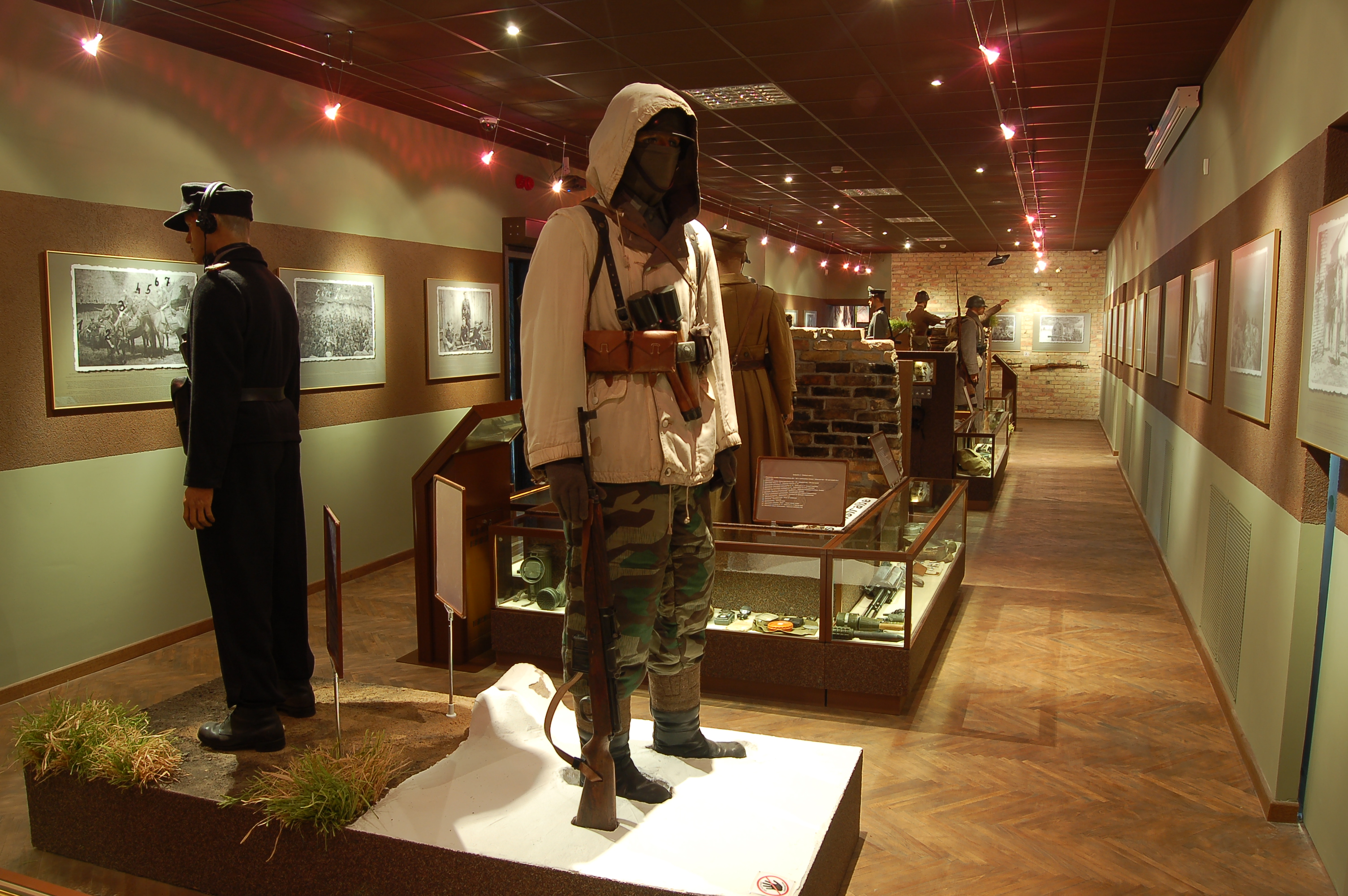
军队博物馆

比亚韦斯托克军队博物馆（Muzeum Wojska w Białymstoku）建立于1968年9月，是波德拉谢省博物馆的一个分支，收藏了许多与波兰东北部军事历史有关的人的研究和藏品。
路德维克·柴门霍夫中心（Centrum im.Ludwika Zamenhofa w Białymstoku）有一个永久展览“年轻路德维克·柴门霍夫的比亚韦斯托克”，以及各种临时展览、音乐会、电影放映和戏剧表演。该中心拥有卢卡什·格尔尼茨基的波德拉谢图书馆的一个分馆，专门用于世界语。
锡比尔纪念博物馆（Muzeum Pamięci Sybiru）是一座历史博物馆，于2021年开放，致力于纪念波兰人以及其他民族，他们是俄罗斯和苏联强迫驱逐到西伯利亚的受害者。
阿尔方斯·卡尔尼雕塑博物馆收藏了比亚韦斯托克本地艺术家阿尔方斯·卡尔尼的雕塑作品。

### 公园与绿地

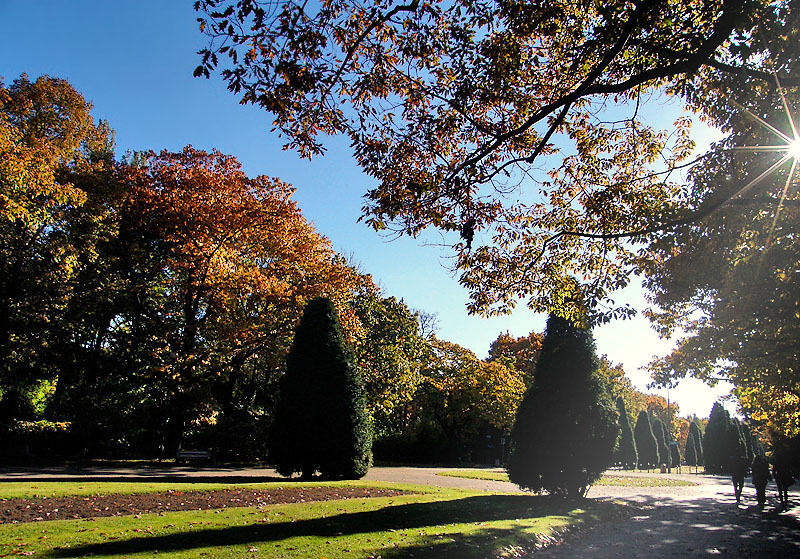
普兰提公园

约32%的城市被公园、广场和森林保护区所占据，创造了独特且健康的气候。绿地包括：
布兰尼基宫（Pałac Branickich）是比亚韦斯托克的一座历史建筑和9.7公顷（24英亩）的公园。它是在18世纪上半叶由富有的波兰王冠盖特曼（波兰最高军事领导人）扬·克莱门斯·布兰尼基在早期建筑的遗址上开发的，适合一个有志于当选波兰国王的人居住。这座宫殿建筑群有花园、亭子、雕塑、外屋和其他建筑，对应的城市有教堂、市政厅和修道院，几乎同时按照法国模式建造，这就是这座城市在十八世纪被称为波德拉谢的凡尔赛宫（wersal podlaski）的原因。
普兰提公园是一个占地14.94公顷（36.9英亩）的公园，创建于1930年至1938年间，由当时的省长马里安·琴德拉姆·科什奇亚乌科夫斯基主持，位于布兰尼基宫附近。公园的现代主义建筑由斯坦尼斯拉夫·格拉拉设计。

### 建筑

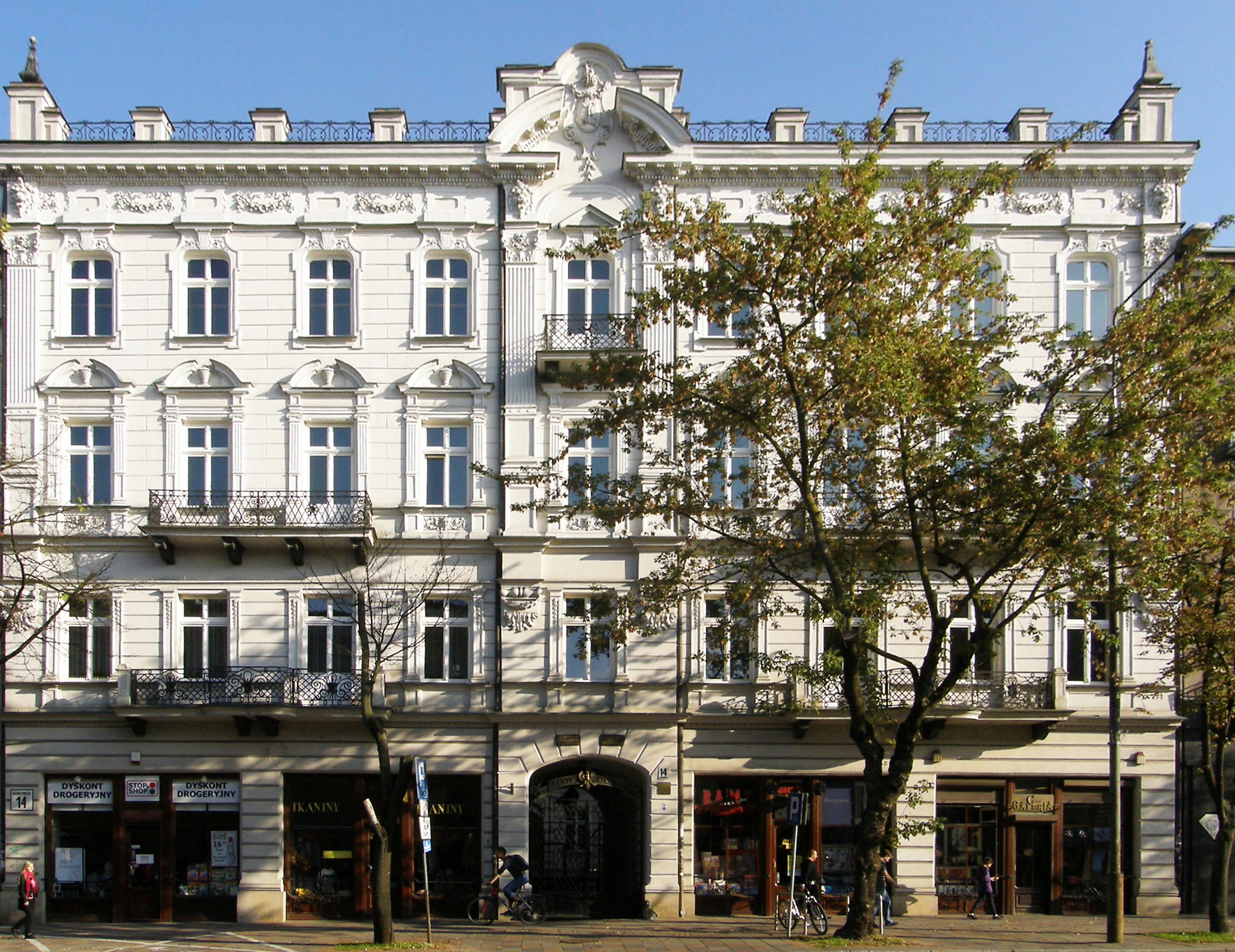
显克维支大街上的经济公寓

各种历史驱动的变化对城市的建筑空间产生了非常重要的影响。大多数其他波兰城市也遭受了类似的痛苦，但比亚韦斯托克的进程尤为激烈。许多历史建筑作品已不复存在，而许多其他作品已被重建为原始形态。该市保存下来的历史建筑很少——这些景点只是比亚韦斯托克古老历史形态的回声。
主要的建筑有：
- 市政厅，建于18世纪，巴洛克风格
- 布兰尼基宫，建于18世纪，巴洛克风格

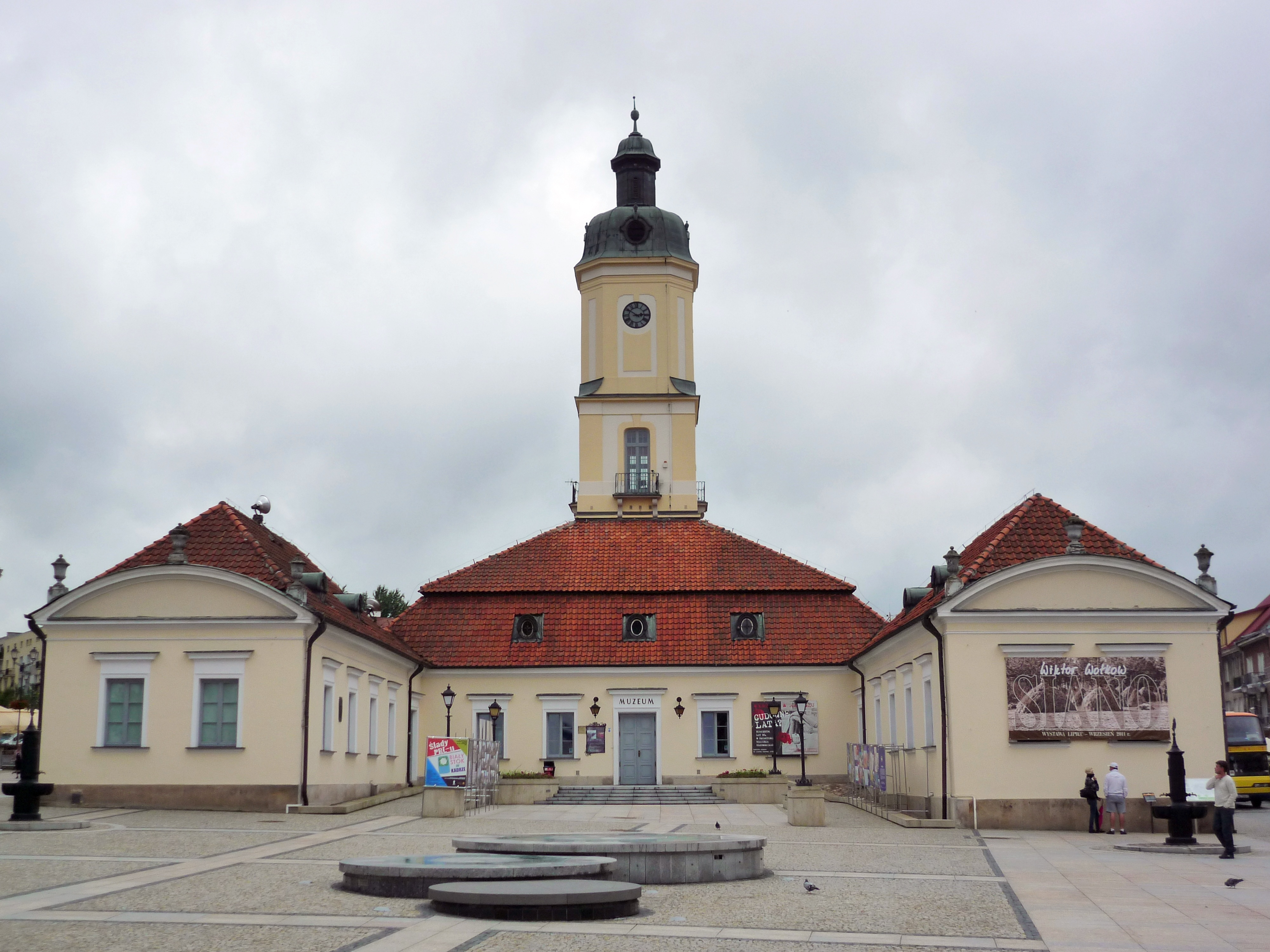
比亚韦斯托克市政厅

- 其他宫殿：布拉尼基客宫、卢博米尔斯基宫、哈斯巴赫宫、诺维克宫
- 圣尼古拉东正教大教堂，建于1843年至1846年，采用新古典主义风格
- 比亚韦斯托克车站，建于1861年，采用新古典主义风格
- 天主教大教堂，可追溯到16世纪，1900年至1905年以哥特式复兴风格重建
- 圣阿德尔伯特教堂，建于1909年至1912年，采用罗马式复兴风格，前路德宗，现为天主教堂
- 圣罗克教堂，建于1927年至1946年，表现主义风格
- 亚历山大·文吉尔基戏剧院，建于1938年，现代主义风格
- 比亚韦斯托克大学，社会主义现实主义建筑（波兰统一工人党前地区总部）
- 复活教堂，建于1991年至1996年，采用新巴洛克风格，是被毁的贝雷茨维奇巴西略教堂和修道院的复制品
- 歌剧院和爱乐乐团，建于2006-2012年，后现代主义风格
- 慈善修道院的女儿们
- 前兵工厂
- 前共济会会所

## 体育

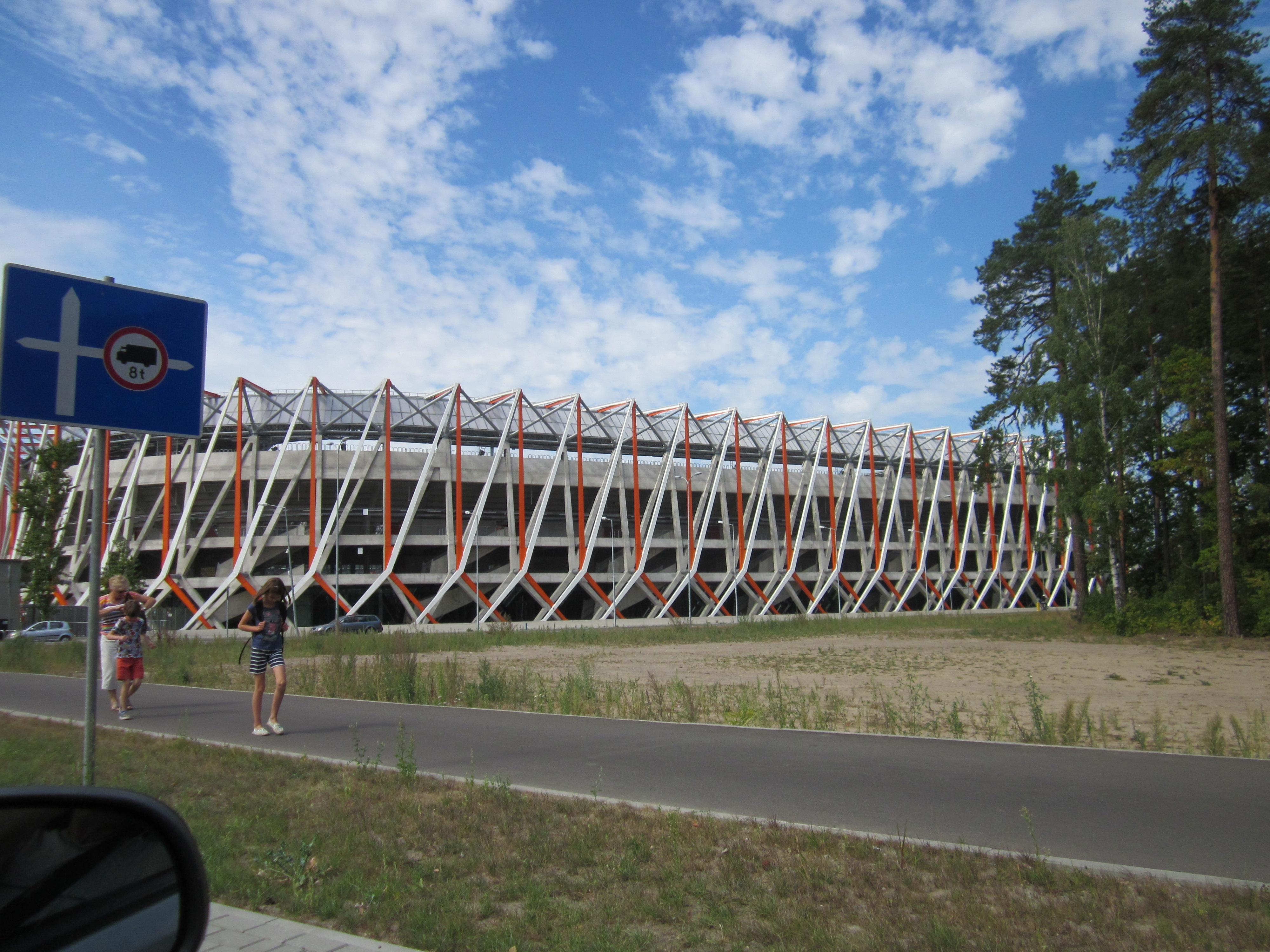
比亚韦斯托克城市球场

这座城市既有专业运动队，也有业余运动队，还有许多运动场馆。乔治罗尼亚比亚韦斯托克足球俱乐部（Jagiellonia Białystok）是一家波兰足球俱乐部，总部位于比亚韦斯托克的波兰足球甲级联赛球队，在比亚韦斯托克城市体育场比赛。乔治罗尼亚比亚韦斯托克赢得了2010年的波兰杯和波兰超级杯，以及2024年的波兰足球甲级联赛冠军。2015年初，一座可容纳22500人的新体育场竣工。此外，还有一支室内五人制足球队太阳之棒乔治罗尼亚比亚韦斯托克，该队参加波兰五人制甲级足球联赛（截至2022-23赛季）。
波德拉谢比亚韦斯托克是波兰顶级田径俱乐部之一，多次获得波兰团体冠军，最近一次是在2022年。
比亚韦斯托克低地人是一家美式足球俱乐部，参加波兰美式足球联盟（Polska Liga Futbolu Amerykańskiego）PLFA一级联盟。2010年，低地人队以一个完美的赛季（8场比赛8胜）成为PLFA二级联盟的冠军。由于这场胜利，他们在2011年被晋级到一级联盟（PLFA I）。
其他著名的俱乐部包括男子足球队比亚韦斯托克盖特曼（有额外的拳击和桥牌部分），篮球俱乐部比亚韦斯托克青蛙，和足球俱乐部比亚韦斯托克织布工，有男子和女子部门，不过截至2022-23年，上述所有球队都在低级别联赛中比赛。

## 媒体

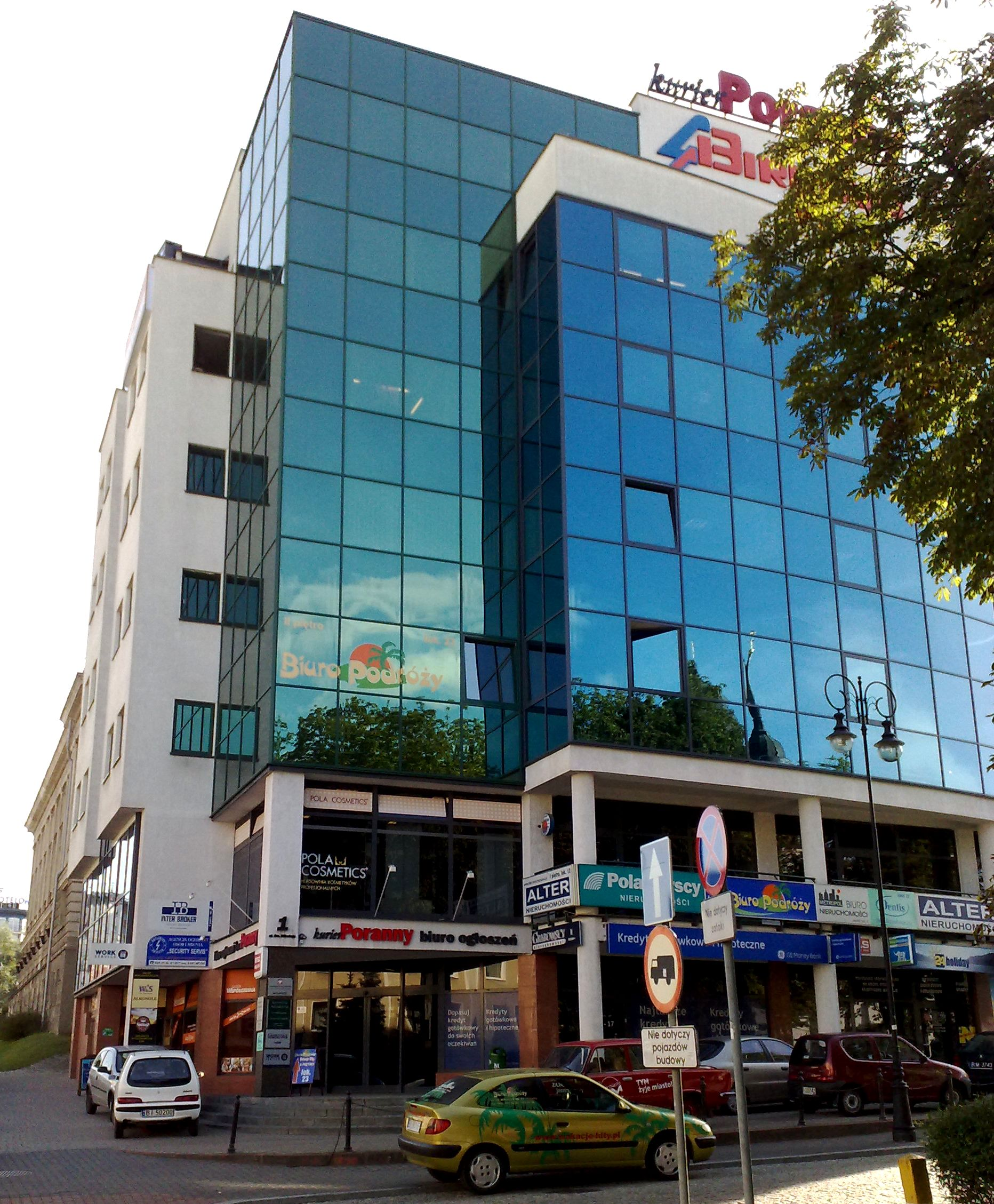
晨间快递（Kurier Poranny）的办公大楼

比亚韦斯托克有各种各样的媒体为城市和周边地区服务。有两家当地出版的日报，《波兰报》（市场份额36.3%）和《晨间快递》（市场份额20.3%）。此外，还有两份国家级报纸设有地方分社。除了市内的发射机站点外，附近的RTCN 比亚韦斯托克（克里维采）基站（波兰第七高的建筑），也有许多国家和地方制作的电视和广播频道。TVP比亚韦斯托克是波兰公共电视广播公司TVP在当地制作的地区分支机构之一。市内还设有有线电视系统。该市有两个校园广播电台；比亚韦斯托克医科大学的Radiosupeł和比亚韦斯托克技术大学的Radio Akadera。

## 交通

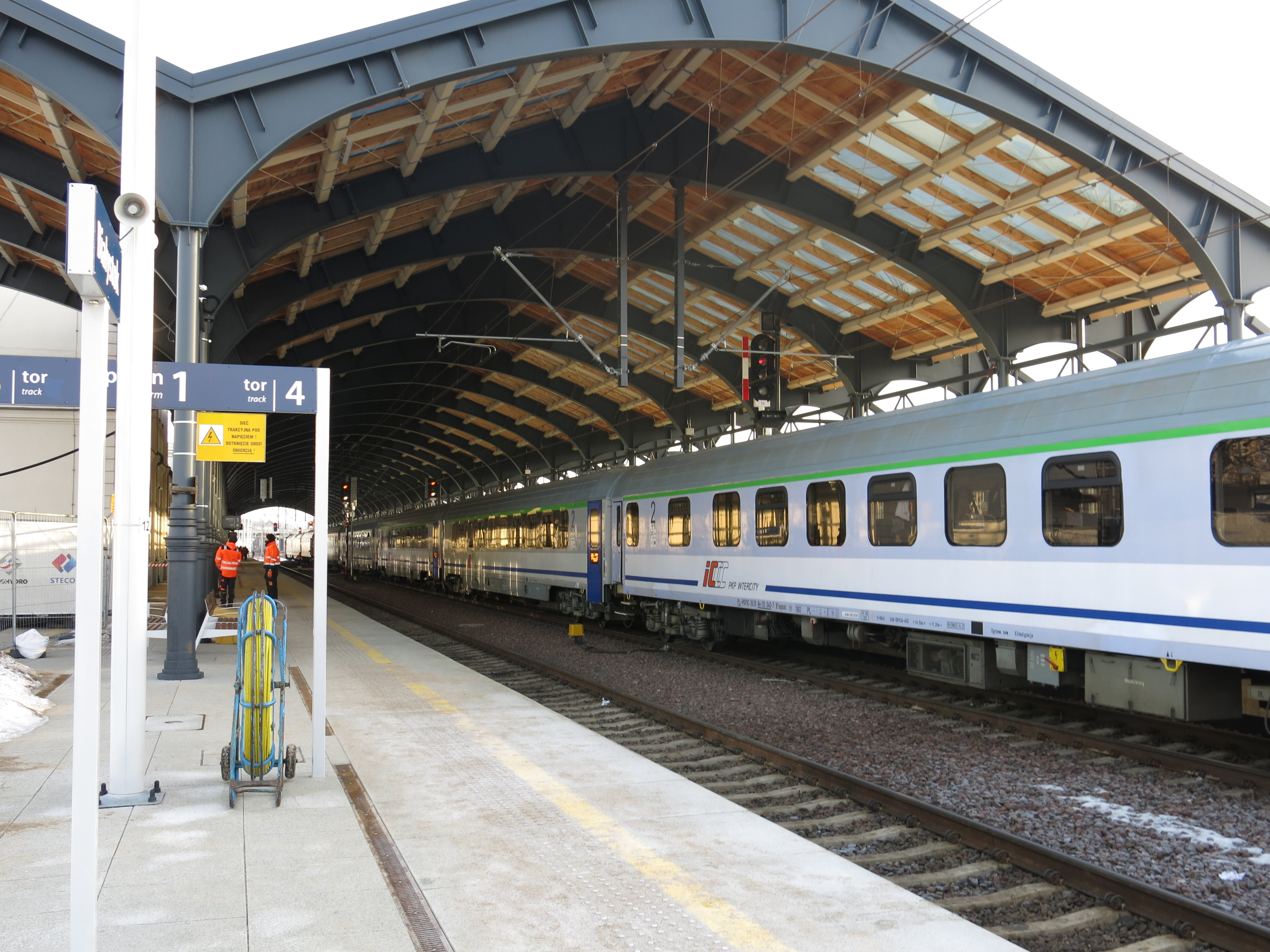
比亚韦斯托克火车站

几个世纪以来，这座城市一直是波德拉谢省和整个波兰东北部的主要交通枢纽。它是通往波罗的海共和国和芬兰的欧盟公路（Via Baltica）和铁路（Rail Baltica，波罗的海铁路）上的主要城市。由于靠近边境以及与白俄罗斯格罗德诺目前和长期的关系，它也是与白俄罗斯贸易的主要门户。
自2015年以来，比亚韦斯托克一直在运行交通管理系统。在120个十字路口，交通信号灯以一种汽车和公共汽车尽快覆盖路线的方式进行协调。专用摄像头记录交通、旅行时间。驾驶员在瓦西尔科夫斯卡街、安托纽克·法布里齐尼街和克里贝尔加街交叉口的19块板上收到这些信息。

### 铁路
客运列车从苏瓦乌基、格罗德诺和立陶宛连接到华沙和欧洲其他客运网络。客运服务由两家铁路服务提供商提供，PKP Intercity提供城际客运列车（特快、城际、欧洲城市、酒店和TLK），Polregio仅运营由省资助的区域客运列车。客运列车大多使用电动动车组（在电气化线路上）或轨道列车运行。

### 公共汽车

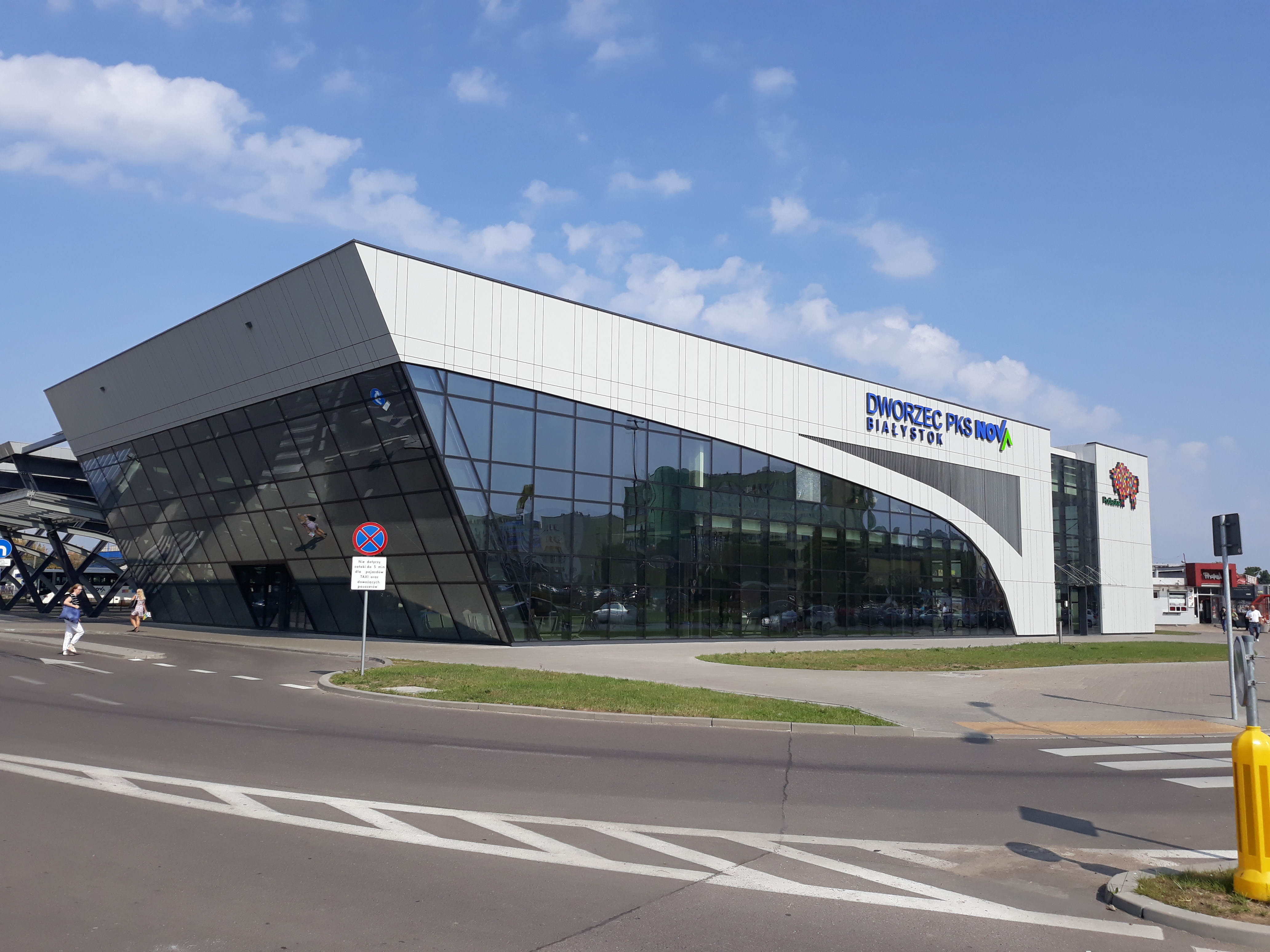
比亚韦斯托克公交总站

有一个广泛的公交网络，通过三条公交服务覆盖整个城市，但没有电车或地铁。三家公交运营商（KPKM、KPK和KZK）归该市所有，每家运营商共享约三分之一的线路和公交车队。

### 公路和高速公路
通过比亚韦斯托克的国道（Droga krajowa）包括：
- DK8：布济斯科（立陶宛边界）—比亚韦斯托克—华沙—弗罗茨瓦夫—库多瓦-兹德鲁伊（捷克边界）
- DK19：热舒夫—卢布林—波德拉谢地区别尔斯克—比亚韦斯托克—库兹尼察（白俄罗斯边界）
- DK65：戈乌达普（俄罗斯边界）—埃乌克—比亚韦斯托克—波布罗夫尼基（白俄罗斯边界）

比亚韦斯托克附近的高速公路（Droga ekspresowa）包括：
- S8：比亚韦斯托克—华沙—弗罗茨瓦夫
- S19（预计）：热舒夫—卢布林—波德拉谢地区别尔斯克—比亚韦斯托克—库兹尼察（白俄罗斯边界）

比亚韦斯托克的省道（Droga wojewodzka）包括：
- DW669
- DW675
- DW676
- DW678：比亚韦斯托克—马佐夫舍地区维索凯

在比亚韦斯托克县，也有县道（Droga powiatowa）将比亚韦斯托克与县内其他城镇连接：
- DP1431：比亚韦斯托克—索乌拉尼
- DP1432
- DP1483
- DP1484
- DP1485：比亚韦斯托克—多伊利迪古尔内
- DP1493
- DP1535
- DP1550
- DP1559：比亚韦斯托克—克莱奥辛

### 自行车

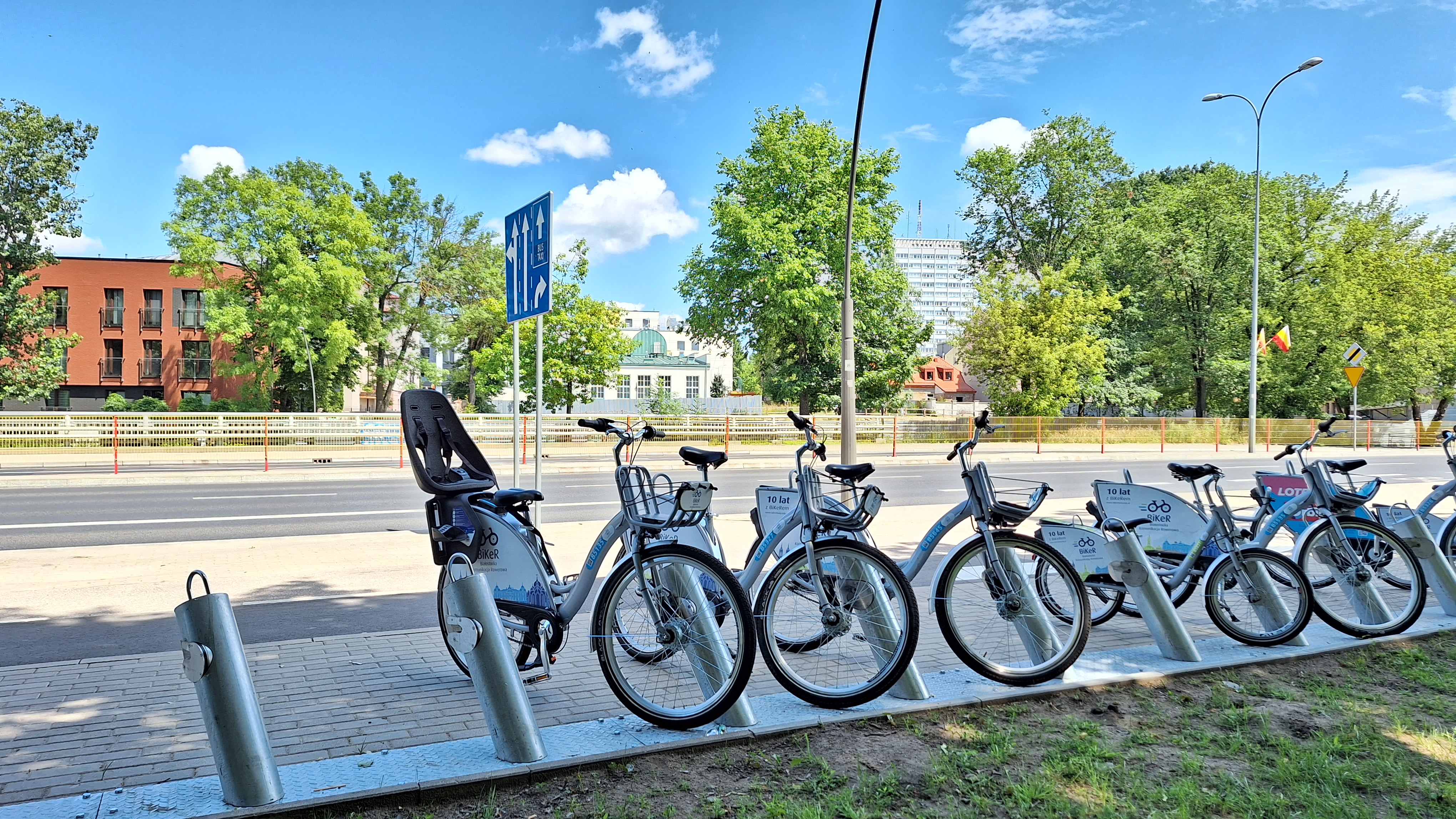
比亚韦斯托克市内的BikeR自行车租赁点

到2020年，比亚韦斯托克已经有超过158公里的自行车道。市政自行车租赁系统名为BiKeR，于2014年开放。该系统最初基于30个车站，配备300辆自行车。该市有四个公共自行车修理站，可以修理私人自行车。这些车站位于城市自行车流量最高的地方。

### 机场
比亚韦斯托克-克里乌兰尼机场是一个民用机场，位于城市范围内，但不提供定期航班服务。2011年，有计划建造一个新的地区机场——比亚韦斯托克-萨尼基机场，该机场将提供欧洲境内的航班。

## 教育

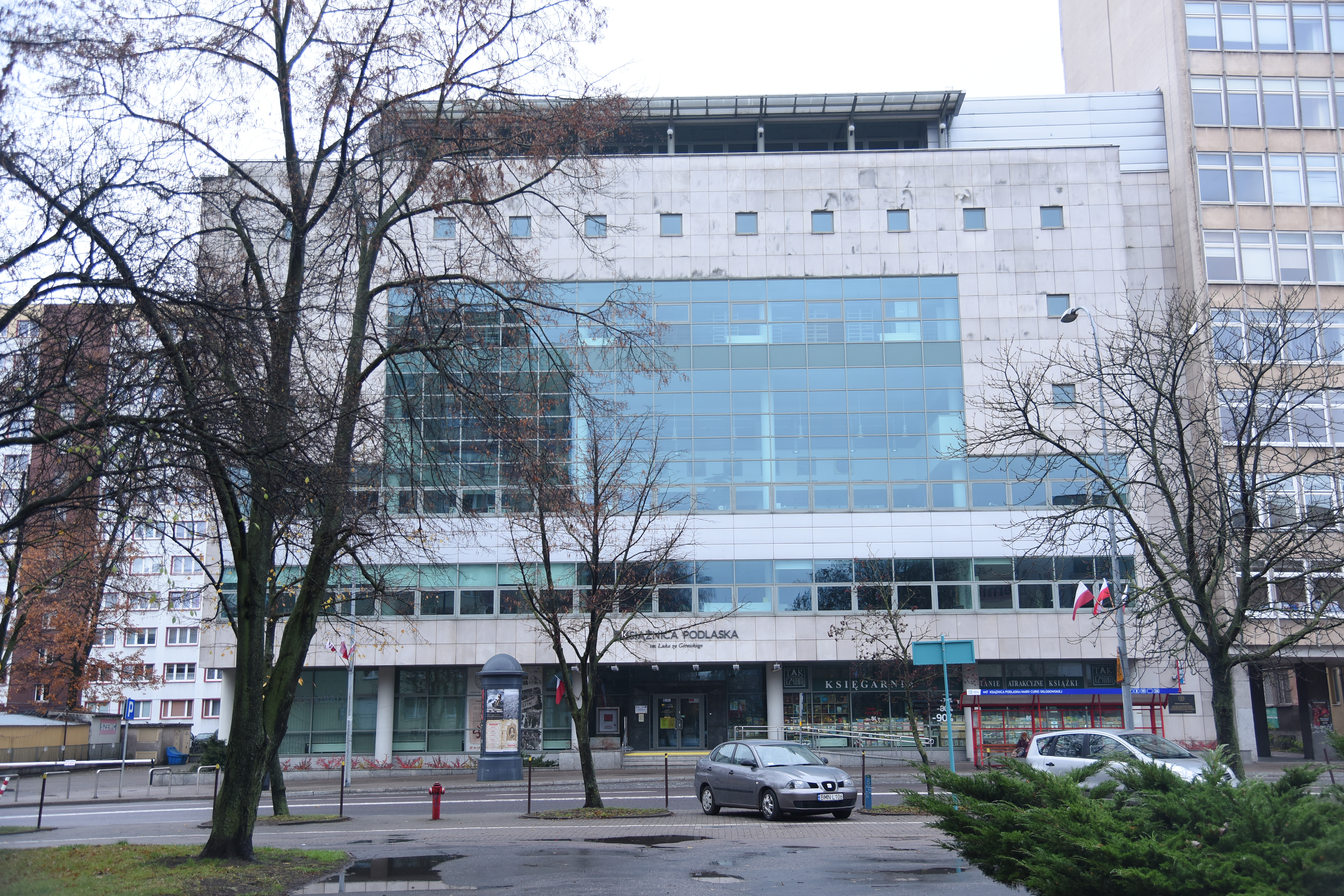
比亚韦斯托克图书馆

该市的高等教育可以追溯到18世纪下半叶，当时该市的所有权由陆军王冠盖特曼扬·克莱门斯·布兰尼基继承。作为艺术和科学的赞助人，布兰尼基鼓励众多艺术家和科学家在比亚韦斯托克定居，以获取布兰尼基家族的赞助。1745年，布兰尼基在该市建立了波兰第一所军事学院——土木与军事工程学院。
自共产政权垮台以来，许多私人资助的高等教育机构已经成立，而且数量仍在增加。目前，比亚韦斯托克拥有一所主要的公立大学（比亚韦斯托克大学）和另外两所公立专科大学（比亚维斯托克技术大学和比亚韦斯托克医科大学）。一些机构，如比亚韦斯托克的音乐学院，是其母机构在其他城市的分支机构，通常在华沙。

## 名人

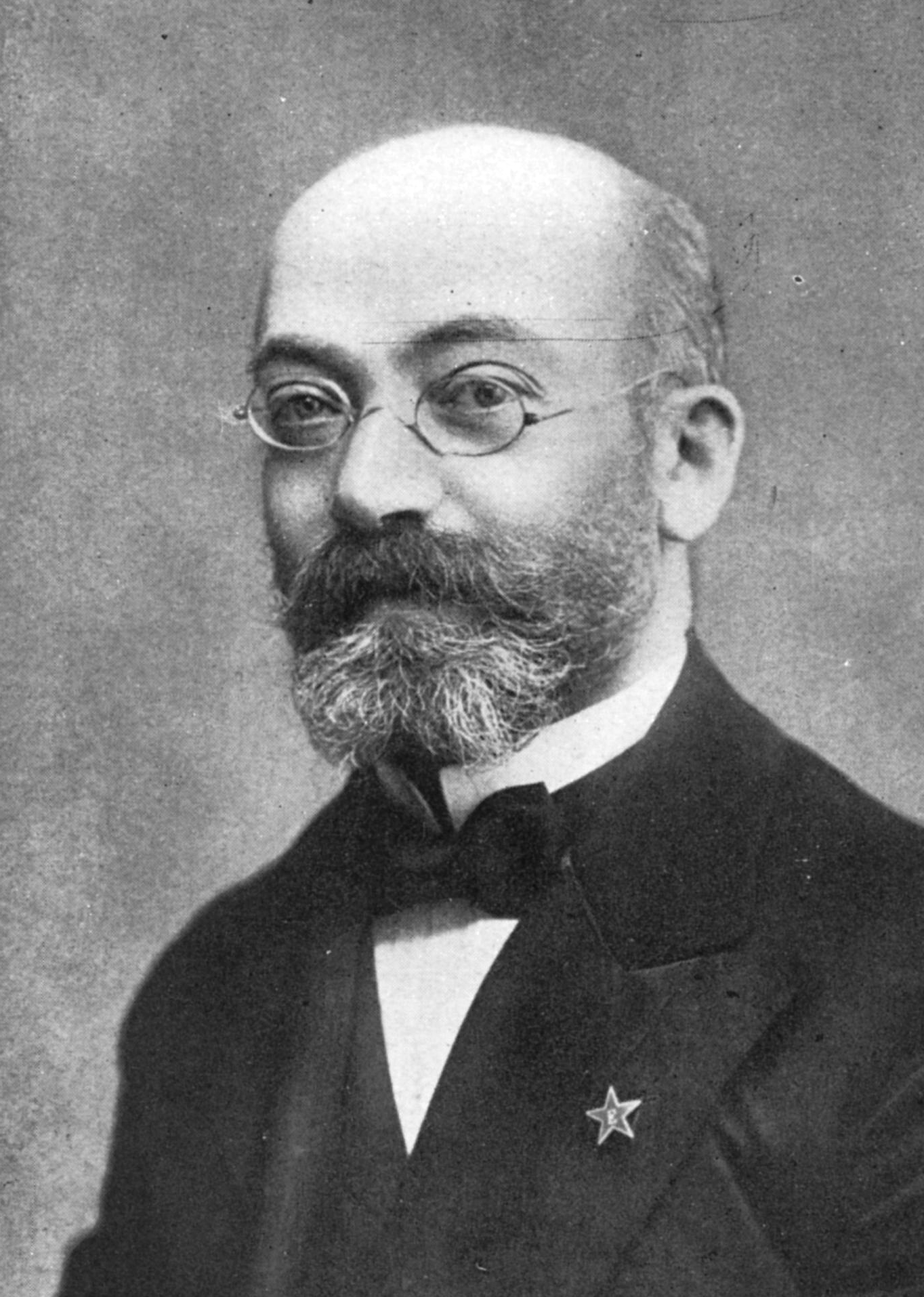
柴门霍夫，世界语的创造者

几个世纪以来，比亚韦斯托克的许多人在科学、语言、政治、宗教、体育、金融、视觉艺术和表演艺术领域都很突出。这种环境是在18世纪中叶由扬·克莱门斯·布兰尼基对艺术和科学的赞助下创造的。
- 波兰共和国最后一位流亡总统理夏德·卡乔罗夫斯基
- 世界语的创造者柴门霍夫
- 脊髓灰质炎疫苗的共同开发者阿尔伯特·沙宾
- 女演员依莎贝拉·丝科鲁波
- 画家马克斯·韦伯
- 托马什·巴金斯基，插画家、动画师和导演，2002年凭借《大教堂》获得奥斯卡提名。
- 里欧·梅拉梅德率先创建了国际货币市场和金融期货。